# MSX
MSX（エム・エス・エックス）とは、パソコンの共通規格の名称である。
1983年に最初の規格であるMSX（通称「MSX1」）が米マイクロソフトとアスキー（後のアスキー・メディアワークス）によって8ビットパソコンの共通規格として提唱された。従来はメーカーごとに仕様が異なるパソコンに合わせてアスキー・マイクロソフト側がマイクロソフトBASICをカスタマイズする形で移植していたが、この方法ではメーカーごと、更には機種ごとに仕様が異なり、同じBASIC言語でも相互に互換性がないという欠点があったため、共通規格のパソコンとしてMSXが誕生した。
以後上位互換性を維持しつつ1985年にはMSX2、1988年にはMSX2+、1990年には16ビットのMSXturboRが提唱された。この間、世界の複数のメーカーからMSXの仕様に沿ったパソコンが発売され、MSXの誕生にかかわった西和彦によるとMSX対応機種は日本で約300万台、海外で約100万台売れたとされている。その後、blueMSXやOpenMSXやRuMSXの様なMSXエミュレーターや、MSX2をFPGAで再現した1チップMSXやMSX2+をFPGAで再現したSX1Mini+なども登場した。
2023年にはMSX0、MSX3、MSX turboがMSXの権利者である西和彦より提唱され、西が理事を務める特定非営利活動法人IoTメディアラボラトリーによってMSX0の実装であるMSX0 Stackのクラウドファンディングが開始された。MSX0はMSX2のエミュレーターであり、同年9月からクラウドファンディングの参加者向けリターンとして発送された。
MSXはこれらの総称でもある。

## 歴史

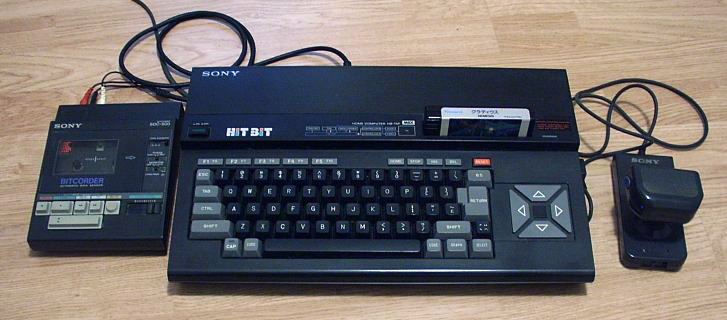
ソニー「HiT BiT」 HB-75

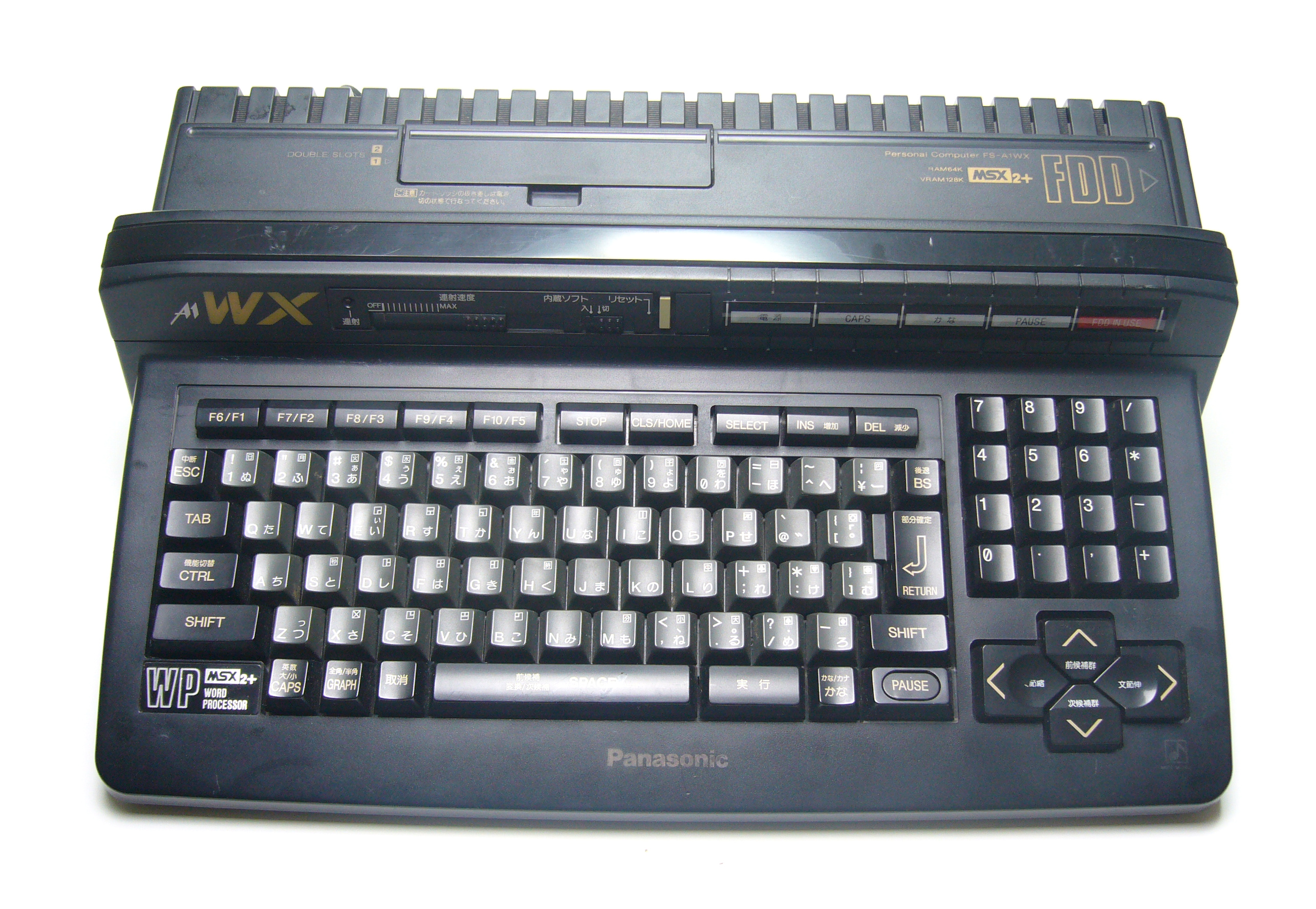
パナソニック FS-A1WX（MSX2+）

### 日本
規格の提唱元であるアスキーの創設者の一人である西和彦が2023年のインタビューの中で語ったところによると、NECや日立といった企業が自社製品向けのBASICの制作をアスキーに依頼する際、コマンドの追加や周辺機器のサポートまで依頼されて大変だったため、統一した規格を制定してIBM PCと一緒に売ろうとしたことが、MSX誕生のきっかけだったという。とはいえ、16ビット機であるIBM PCは当時の価格で1000ドル以上もしたため、MSXはより安価なパソコンの決定版として位置づけられた。

#### 1980年代
1980年代初頭、日本国内におけるホビーユースのパーソナルコンピューター（ホビーパソコン）ではCPUにZ80を採用し、マイクロソフト社のBASICインタープリターをROMに格納して搭載する構成が主流であった。しかし、同じZ80プロセッサを採用したパソコンでも、メーカーごと、機種ごとに仕様が大きく異なり、これをサポートするBASICも、二次記憶装置の取り扱いやフォーマット・ハードウェアの仕様、性能の差異や拡張によって独自の変更が加えられ、俗にBASICの「方言」と呼ばれる非互換の部分が存在し、アプリケーションは機種ごとに作成・販売されていた。
当時マイクロソフトの極東担当副社長であり、アスキーの副社長だった西和彦は大半の機種の開発に関わっていたことから、多くのメーカーと繋がりがあった。そのため、日本電気 (NEC) ・シャープ・富士通のパソコン御三家に対して出遅れた家電メーカーの大同団結を背景として、西が主導権を握る形でMSX規格は考案され、1983年6月27日に発表された。ハードウェア規格はスペクトラビデオ社の「SV-318」と「SV-328」が参考にされている。当初、マイクロソフト社長（当時）のビル・ゲイツは「ソフトウェアに専念すべき」との考えからMSX規格には反対だったが、西に説得される形で承認。「MSX」の名称は発売当時マイクロソフトの商標だったが、1986年のアスキーとの提携解消の折に著作権をマイクロソフト、商標権（販売権）をアスキーが所有することになった。
MSXの発表会には参入家電メーカー以外にも家庭用パソコン市場に参入した経験を持つ企業、または参入を計画していた企業が参加した。しかし、参入メーカー各社の足並みを揃えるため1984年に発売時期を調整している間に、任天堂のファミリーコンピュータやセガ・エンタープライゼス（後のセガ）SC-3000等の競合機種が発売され、苦戦が予想された。また、当時国内パソコン市場シェア1位のNECは発売せず、シャープも海外でのみ発売するに留まった。FM-Xを発売した富士通も「自社の製品と競合する」といった理由でMSX市場からは短期間で撤退。そのため、MSX規格は「弱者連合」などと揶揄された。
発売は当初予定より前倒しされ、主要家電メーカーの製品は1983年の秋から年末までに出揃った。アスキーは当初「1年間で70万台の出荷」という強気な目標値を掲げ、目標は達成できなかったものの、発売から2年強が経過した1986年1月にはMSXシリーズの総出荷台数が100万台を突破した。当時、国内メーカー製の8ビットパソコン市場で大きなシェアを有していたNECのPC-8801シリーズが累計100万台キャンペーンを企画していたが達成できておらず、MSXは「日本製で最も売れた8ビットパソコン」として位置づけられる。その後も1988年の年末年始商戦だけで、FDD内蔵型のMSX2（ソニーのHB-F1XDとパナソニックのFS-A1F）が22万台の売り上げを記録した。
そしてMSX参入各社は、他社製品と差別化を図るべくワープロや動画編集、音楽機能など様々な機能を付加したMSXパソコンを発売し、一方で徹底的にコストダウンした廉価な機種も登場した。しかし大部分の購入者はMSXを単なるゲーム機としか見ておらず、高機能・高価格な機種よりも低機能・低価格な機種を購入したため、参入各社間で価格競争が勃発。また他機種のパソコンとの競争も熾烈であり、MSX2が発売された1980年代後半には16ビットや32ビットCPUを採用した、より高性能な他機種の次世代パソコンや家庭用ゲーム機との販売競争に晒されたこともあり、元々参入が少なかった国外メーカーはMSX2で大半が撤退、次の規格であるMSX2+の対応機種を発売したのは日本のメーカー3社のみとなった。

#### 1990年代
1990年には販売台数が全世界累計で400万台を突破。各MSX専門誌には「夢を乗せてMSX 400万台」のキャッチコピーが躍った。
しかし、この頃よりMSXを取り巻く環境は急速に悪化していき、1990年10月には16ビットCPUを搭載した新規格のMSXturboRがリリースされたものの、参入メーカーは松下電器1社のみとなった。同社の機種は好調なセールスを記録し、翌1991年末にも新機種を投入したが、サードパーティーによるMSX向け商品のリリース数は減少傾向にあり、MSX専門誌は休刊や廃刊が相次ぎ、『MSX・FAN』 (徳間書店インターメディア) のみが形態を変えて発刊を続けた。
松下電器は1994年に家庭用ゲーム機3DO REALとIBM PC/AT互換機WOODYを発売。MSXの開発部隊は、大半が3DOの開発に移行した。同年に最後のMSX規格対応パソコンである「FS-A1GT」の生産を終了し、翌1995年には出荷も終了した。これをもって日本でのMSX規格は終焉したと世間一般では解釈されている。
この時期にはMicrosoft Windows 95が登場し、パソコン市場を拡大してデファクトスタンダードとなりつつあった。MSX以外にもX68000やFMRシリーズやFM TOWNSといった日本独自規格のパソコンが姿を消して行き、日本のパソコン市場はWindows 95が動作するPC/AT互換機およびPC-98またはその互換機か、あるいはMacintoshへと集約されていき、その一方でMSXのコアユーザーによるハード製作などの活動が活発に行われるようになった。有志が東京、大阪、名古屋、福岡、札幌、倉敷でイベントや集いを開催したり、パソコン通信上などでは多数のフリーウェアが公開されたりした。特に漫画家の青井泰研が東京で開催したイベント「MSXフェスタ」には、日本各地だけでなく海外からのユーザーも集まった。この他にもMSX復活プロジェクト（MFP）がハードディスクインターフェイスを開発するなど、最もMSXの同人の活動が盛んだったのもこの時期である。だが最終的には、それらコアユーザーの多くもWindowsなど別の環境へ移行した。

#### 2000年代

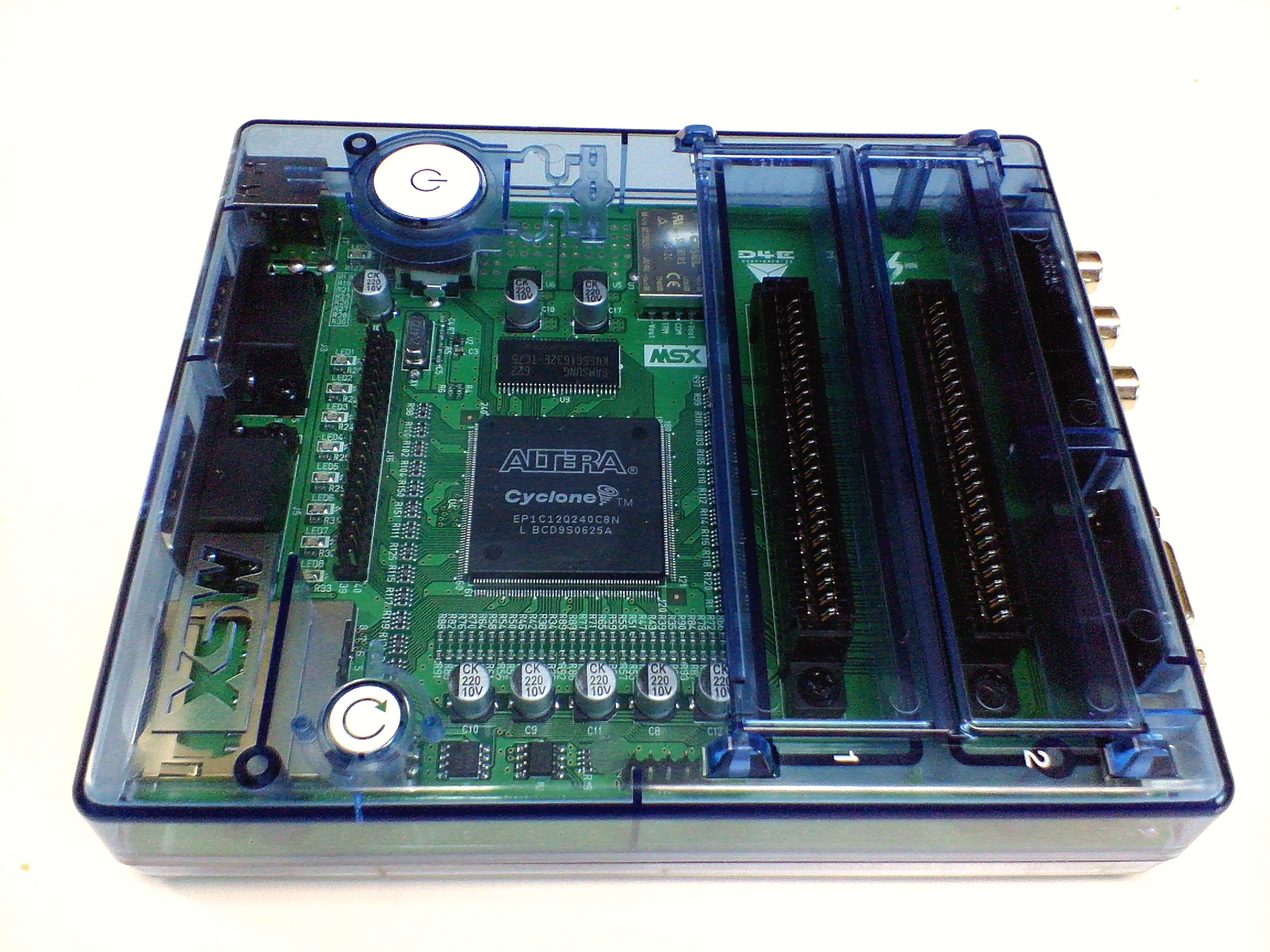
ワンチップMSX

1990年代末期から顕著になったMSXコアユーザーや同人サークルによるMSX離れは、JavaやFlashなど自由度の高い環境の登場により拍車がかかっていた。その一方MSXを使い続けるユーザーも少なからず存在したが、MSXの製造・サポートの中止かつハードウェアの老朽化による問題を抱え、解決策にエミュレーターやFPGAなどが用いられた。
2000年8月20日、東京・秋葉原のヒロセ無線本社ビル5Fにて「MSX電遊ランド2000」が開催され、そのイベント中で西がMSXの復活計画を発表する。2002年には商標やシステムソフトウェアなどの管理を行う任意団体「MSXアソシエーション」が発足し、公式エミュレーター「MSXPLAYer」も公開された。後に従来多数のチップで構成されていたMSXの機能をひとつのチップに集積した「1chipMSX」が製品化されている。そのほかのエミュレーターとしてはfMSX、ルーMSX、NLMSX、blueMSX、openMSX、WebMSXなどがあり、Windowsやマッキントッシュのほか、PSPやニンテンドーDSやゲームボーイアドバンスといった携帯型ゲーム機や、Java、Pocket PCなどプラットフォーム上で動作させることができる。
2006年、Wiiの価格発表の場で、旧来のゲームマシン・パソコンで供給されていたゲームソフトをインターネット上からダウンロード販売する「バーチャルコンソール」へのMSXソフトの投入が発表された。i-revoなどで多くのMSXゲームの復刻実績を有するD4エンタープライズが参入したことによって実現した。
2007年、MSXの商標権は西和彦と共に『株式会社MSXライセンシングコーポレーション』へ移る。日本での商標登録番号は第2709130号ほか。

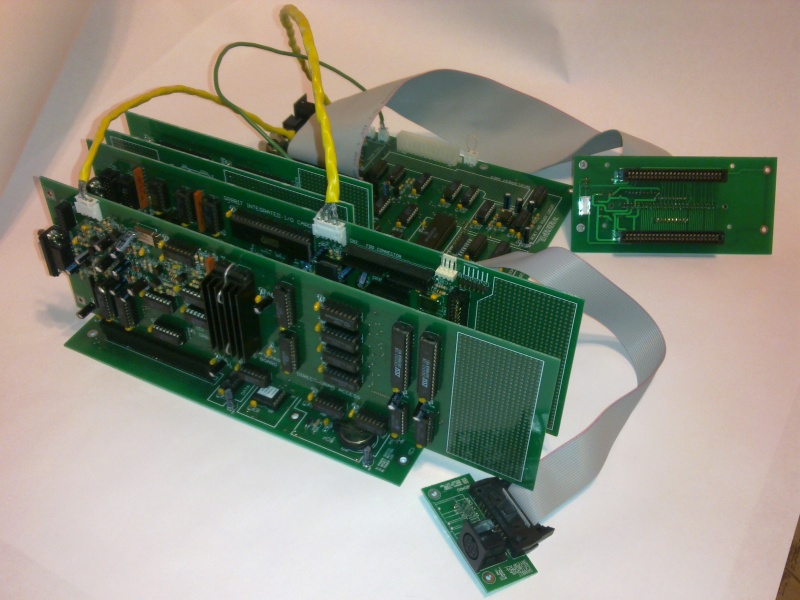
GR8BITキット

2011年、ロシアのAGE Labsがコンピューターの学習を目的としたGR8BITというMSXキットの発売を発表。価格はUS$499（369ユーロ）。また、日本の株式会社H&SがこのGR8BITを輸入販売すると発表し、価格は2012年3月末まで4万2千5百円、以降は5万3000円（送料/税/手数料別）で販売していたが、2015年にはドメインが失効しており、国内での販売はされていない。

##### チップチューンブームとMSX

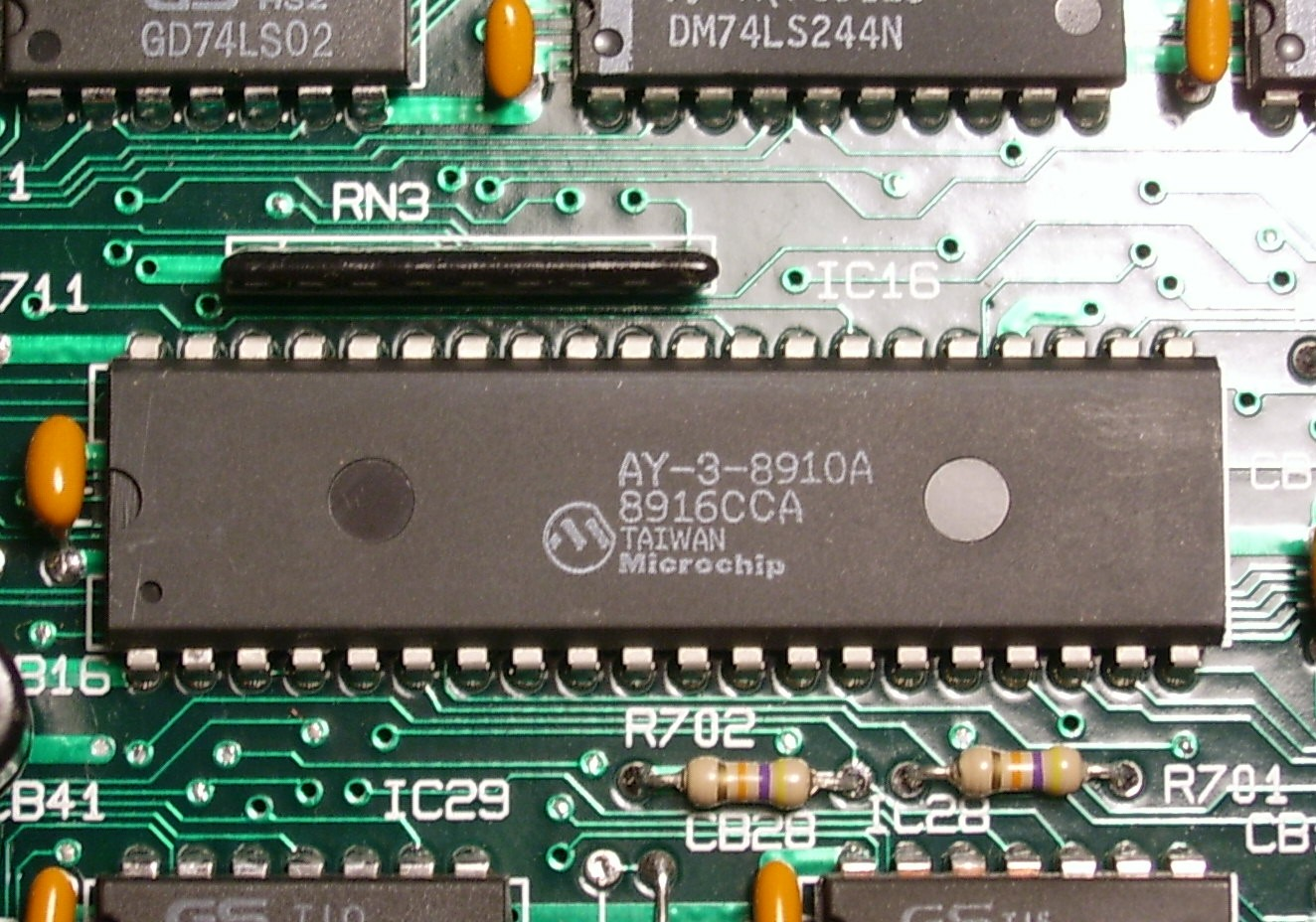
PSG音源、AY-3-8910A

2000年代の別の動向として、日本でもチップチューン（ゲームボーイやファミリーコンピュータ等による音楽演奏）ブームが起こった。それに伴いMSXによる音楽活動も比較的少数ではあるが再活発化した。かつて1980年代後半から1990年代前半頃に、MSXを扱う雑誌の投稿コーナーやパソコン通信のフォーラムで、その後のチップチューンに相当する音楽が発表されていた時期があった。しかし発表環境の衰退や消滅により、同ブームまでの間は一時停滞していた。
またエミュレータや1チップMSXの登場により、PSG・FM音源・SCC互換音源、さらにMSX-AUDIOや2個のSCC音源を同時発声させた音楽が昔に比べ多く発表されるようになった。

#### 2020年代
2022年9月3日、MSX DEVCON TOKYO 1が開催され、MSX0、MSX3、MSX turbo規格が西和彦及び同氏が理事を務める特定非営利活動法人IoTメディアラボラトリー発表された。
2023年1月13日、IoT向けMSX0規格の実装であるMSX0 Stackのクラウドファンディングが開始された。

### 世界
MSXの400万台以上の販売台数のうち、約半分が日本、残りの半分は海外での販売である。
MSXは日本国内のみならず、オランダ、ブラジル、韓国を中心に現地企業でも生産され、他の国にも輸出された。日本でパソコン御三家に対して出遅れた家電メーカーがMSXに参入したのと同様に、ブラジルのグラジエンテやオランダのフィリップスといった、Apple IIやZX Spectrumに対して出遅れた現地の大手家電メーカーがMSX規格に頼らざるを得なかったという事情もあり、MSXに注力したこれら大手企業の影響力が強い諸国ではそれなりに普及した。
MSXは、文字キャラクタをROMに記憶せずユーザが生成することができ、各国の言語の独特の文字に柔軟に対応でき、英語以外のマイナーな言語を使う国々向けにローカライゼーションをするうえで好都合なので、非英語圏を中心に高く評価された。用途は国ごとに異なり、主に教育用途で使われた国と、主にゲーム用に使われた国に分かれる。アルゼンチンやソヴィエト連邦諸国では主に教育用コンピュータとして用いられた。スペイン、ブラジル、韓国などでは主にゲーム用に使われ、MSXはグラフィックチップにTMS9918を搭載するなどハードウェア構成がゲーム機のコレコビジョンやマスターシステムとよく似ておりそれらのゲームが移植しやすかった点も評価され普及に繋がることとなった。一方で英語圏ではあまり普及しなかった。

#### 北米
北米ではスペクトラビデオとヤマハのMSXのみ発売された。すでに成功を収めていたコモドール64やアタリ製のコンピュータの牙城を崩すには至らず、スペクトラルビデオも倒産した。MSXが発売された1984年の時点で価格帯やスペック的に直接的な競合製品となったのはコモドールPlus/4とコモドール16であるが、同時期に初代MSXのスペックを遥かに上回る上位機種のコモドール64やAtari 8ビット・コンピュータなどが低価格競争に突入し急速に普及したため、ZX Spectrumやコモドール16など同時期の諸外国でエントリークラスとされたパソコン自体がそれほど普及しなかった。学校などで使われる「教育用コンピュータ」としても既にApple IIが存在したため普及しなかった。

#### 欧州
当時の欧州のマイコン（パソコン）の市場は、アメリカ系のコモドール64（略称 C64)とイギリス系シンクレアZX Spectrumがシェアを二分しており、1984年にはさらにイギリスのAmstrad社からCPC 464が発売され（300万台ほど売れ）先行するC64とZX Spectrumのシェアを少し奪うという状況だった。欧州全体ではMSXとほぼ同じスペックで値段が安かったイギリス産のZX Spectrumの方がMSXより人気が高く、特にシンクレア社の地元イギリス、コモドールとアタリが強かったドイツなどではMSXはほとんど売れなかった。スペクトラビデオのジェネラル・マネージャーであるスティーブン・チューは、『MSXマガジン』1986年8月号に掲載されたインタビューの中で、北米同様欧州においてもMSXはゲームマシンとして受け止められていたが、オランダのフィリップスに加え、日本のメーカーが進出していたため、ゲーム以外への分野の対応も図られつつあると語っている。一方で、フィリップス社の地元オランダのほか、イタリア、スペインではMSXは人気があった。しかしこれらの国でも、1985年発売のコモドールAmigaとAtari STにMSX2は対抗できず、1980年代末にかけて衰退していった。
欧州での展開では、序盤からテクニカルサポート体制の不備が指摘されるなど、海外進出を念頭に置いた戦略が十分ではなく、一部正規品の互換性問題などで苦戦を強いられていた。
1985年にはMSX1の後継規格・MSX2が誕生し、ヨーロッパのほか、共産圏や南米にも進出したが、まもなくプラザ合意による円高によって他の輸出産業とともに窮地に立たされる。
同時期、アスキーとマイクロソフトの対立が激化し、翌年1986年2月に両社の提携が解消されたほか、アスキーの上層部の間でもMSXの扱いで対立が起きていた。
その結果、MSXはヨーロッパ市場からの撤退を余儀なくされた。
イギリスではZX Spectrumの人気が非常に高く、MSXは東芝の現地法人が大きな宣伝をかけたわりにほとんど売れなかった。現地企業のドラゴンデータが参入を表明していたが、「ドラゴンMSX」として知られるプロトタイプ機がいくつか作られたのみで発売前に倒産した。MSXはZX SpectrumとCPUが同じだったため、ZX Spectrum用ソフトのベタ移植という形でMSX用ソフトもそれなりに発売されているが、MSXではスロットの割り当てやキーバインドなどメーカーごとの細かい差異を考慮する必要があり、さらにVDPを介したVRAMという構造は同一のアルゴリズムでの描画処理には速度的に足かせとなった（MSX Video access methodを参照）。規格としてはメモリ16Kだったものの現実にはメモリ48Kが標準だったZX Spectrumに対し、MSXにはメモリがたった8KBのCasio PV-7が現実に存在したことも大きな制約だった。ヨーロッパでMSXの最低ラインとなったフィリップス VG 8000もメモリが16KBしかなく、しかもフィリップスの初期シリーズは正規のMSXを標榜しながら互換性問題が発生した。また、イギリスには1984年に「MSXNET」という会員制のコミュニティが発足しており、ハードおよびソフトメーカーや報道関係者を中心とした「プロフェッショナル」会員と、それ以外の一般会員に分かれていたが、『MSXマガジン』1986年9月号によると大半が前者だったという。
オランダでは現地の家電大手フィリップスがMSX機を販売していた。1980年代のオランダではMSXはコモドール社のコモドール64やシンクレア社のZX Spectrumを抑え、最も人気のあるコンピューターであり、世界的にもユーザー数で考えた場合に日本に次ぐ第2の市場となった。MSX専門誌の「MSX Computer Club Magazine」の定期刊行は1995年12月/1996年1月号まで続き、これは日本のMSX・FANよりも長い。MSXの商業的な活動が終息した後、1990年代以降の同人ベースでの活動、また2000年代以降のwebベースでの活動も活発であり、世界のMSX情報の集積地となっているwebサイト「MSX Resource Center 」もオランダのサイトである。
スペインではリリースされたMSX用ソフトの数が日本に次いで多く、ソフトウェア販売数で考えた場合には日本に次ぐ第2の市場となった。リリースされたソフトはほとんどがゲームで、ほかに実用ソフトも販売されており、ワープロなどを含んだ統合GUI環境の「EASE」まで存在していた。EASEはフィリップス社製MSX2機に標準添付されたため、オランダやイタリアでも愛用者が多かった。スペインのMSX市場は1985年に最盛期を迎え、MSX専門誌が3誌も販売されていたが、1980年代末にかけて衰退していった。MSXの商業的な活動が終息した1989年以降は同人による活動が活発になり、やはり多くのゲームがリリースされたが、著作権的に問題のある移植ものが多い。webでは2002年設立の同人ゲームサークルが母体となった Karoshi MSX がコミュニティの総本山にあたり、2003年から開催されている欧州のMSX1用インディーズゲームコンテストの MSXdev を2011年より引き継いで主宰している。

#### 韓国

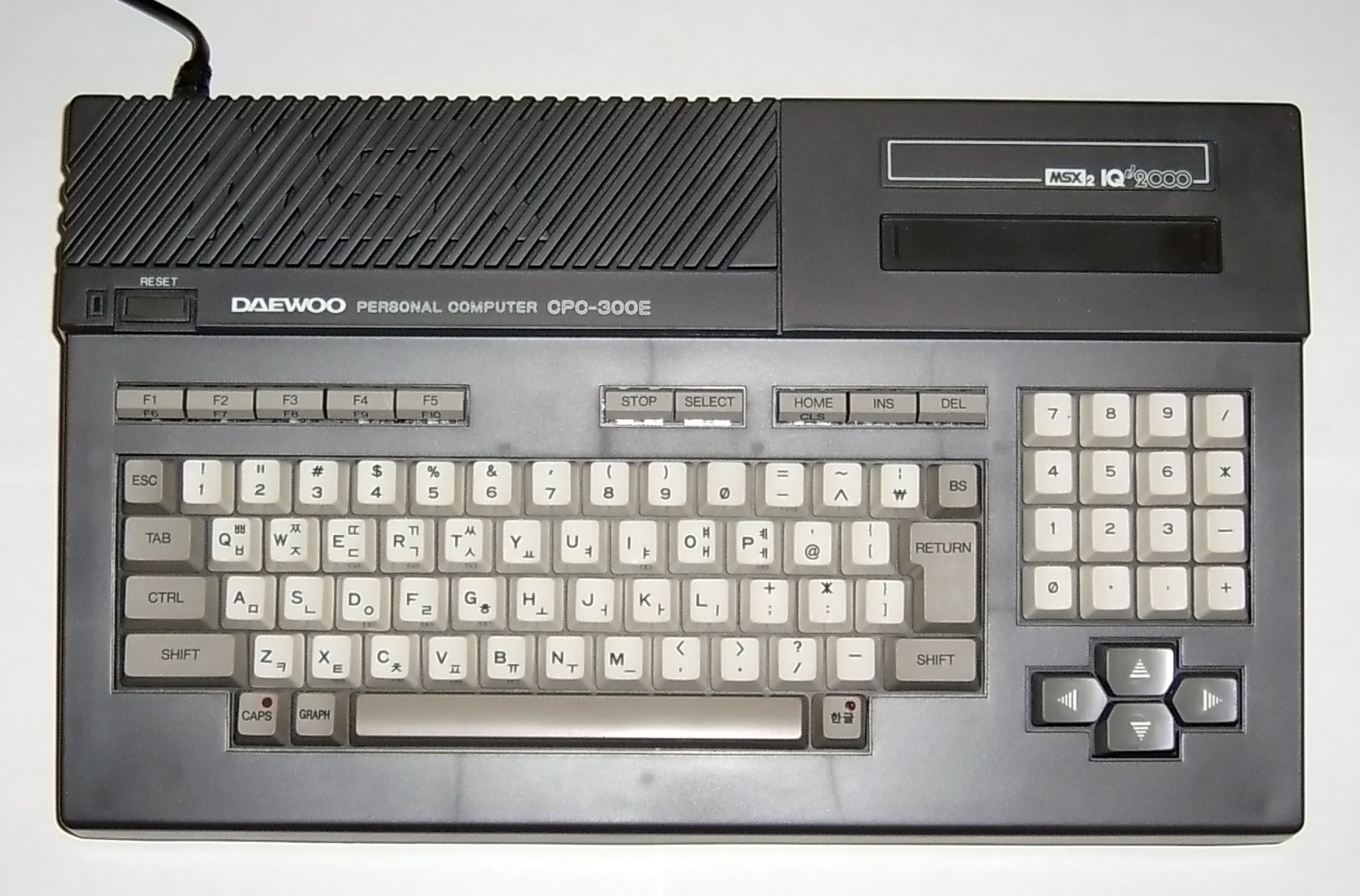
韓国で販売された、大宇電子「IQ-2000」 CPC-300E（MSX2）

韓国におけるMSXは三星電子、金星電子、大宇電子といった現地の大手家電メーカーから発売され、Apple IIとシェアを二分する成功を収めた。三星電子と金星電子は早期に撤退し、MSX2は大宇電子のみが発売した。初期のMSXは家庭用が3割だったのに対し、教育用が7割を占めていた。FDDも周辺機器として発売されたが、当時としてはかなり高価だったためにあまり普及しなかった。ただしMSX発売当時の韓国はコンピュータプログラムに対する法的保護がなかったことから、コンピュータショップではROMゲームを手数料程度でFDにコピーするサービスを行っており、それらの恩恵を受けるために高額なFDDを買う需要が多少あった。
MSXソフトが動作するものの、キーボードがないなど、MSXとしての絶対条件を満たしていない互換機としての扱いの家庭用ゲーム機をZemmix（大宇電子）というブランドで展開されており、韓国で人気を博した。
また、韓国では日本製のゲームソフトが人気を集めていたが、当時は著作権の扱いがいい加減だったため、安価な海賊版が市場を占めていた。
1980年年代には三星電子におけるセガ・マスターシステムのライセンス機が出回り、Zemmixと競合ハードとなったことで韓国製ゲーム作品はMSXとのクロスプラットフォーム作品が珍しくなかった。1990年代には三星電子におけるメガドライブのライセンス機、現代電子におけるNintendo Entertainment SystemやSuper Nintendo Entertainment Systemのライセンス機、金星電子における3DOの規格機なども発売されたが、高価な次世代機に移行できない層の存在と、Zemmixの普及率から、旧世代機であるZemmixの市場が長く併存したことにより、大宇電子は1995年までZemmixを販売し続け、日本国外の製品としては唯一MSX2+規格に対応したゲーム機としてZemmix Turboを発売していた。また、韓国仕様のMSX2はハングル表示用のSCREEN9があり、ゲーム雑誌編集者の前田尋之は、これが韓国内で普及した一番の理由ではないかと推測している。

#### 香港
香港では、1984年の時点において香港製のコンピュータが高額だったことに加え、業務用ソフトを作る人や企業が多く、マイコン用ソフトの開発者は少数派だった。それから2年後の1986年においてもMSXはゲームマシンとして扱われていた。香港では日本製ソフトがテープとして流通していたが、こちらも著作権の扱いがいい加減だったため、他のパソコンと同様にMSX用ソフトの海賊版も売られていた。他方、『MSXマガジン』1986年8月号では香港在住の日本人読者の話として、違法コピーが多い分ディスクの普及が日本よりも進んだとしている。

#### 中南米

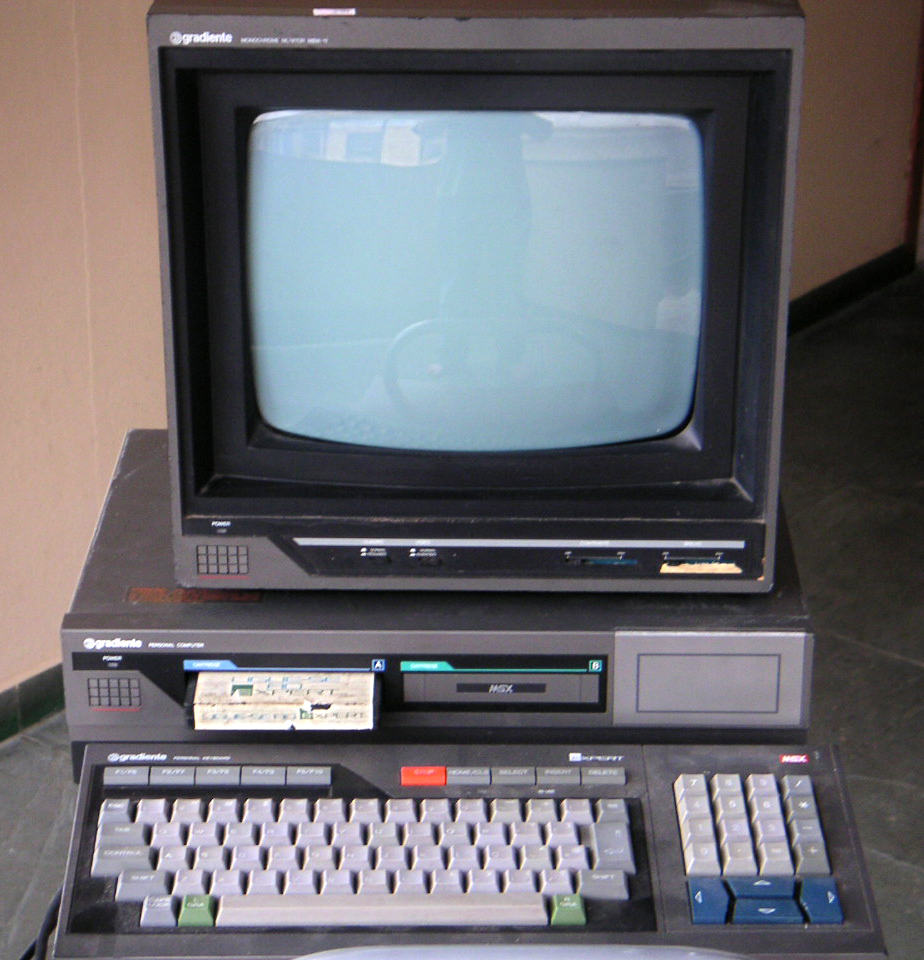
ブラジルで販売された、Gradiente 「Expert」 GPC-1（MSX）

ブラジルでは現地大手家電メーカーのグラジエンテと、シャープのブラジル法人シャープ・ド・ブラジルが1986年頃より製造販売した。Atari 2600の代理店からMSX機の販売に切り替えた経緯があるグラジエンテを始めとして、シャープもMSXをパソコンというより安価なゲーム機の代替品として捉えていたようで、MSX2規格の発表以後にもかかわらず初代MSXしか販売されなかった。ブラジルでは国内産業保護のために海外製ハード・ソフトの輸入に法外な関税をかけて事実上禁止する法律があるため（ライセンスを得て現地生産することで関税を回避できる。または密輸か違法コピー）、当地で流通したゲームは全て国内製、販売されたMSX機は上記の現地大手家電メーカー2社によるものだけだったが、テレビCMを含む積極的なキャンペーンの結果、MSXは発売から2年で10万台、トータルで40万台の大ヒットとなった。
初代MSXが普及し専門誌による情報交換も盛んだったブラジルではユーザーコミュニティがMSX2の発売を切望していたが、シャープは1988年にMSXから撤退。グラジエンテも1990年にはMSXから撤退し、以降はMSX2ではなくファミコンを販売した。そのため、サードパーティーからMSX2相当にパワーアップする製品などが発売され、ユーザーコミュニティによる自主制作も盛んとなった。それなりの知識があれば、各種アップグレードパーツを用いてMSX2用のメガROMのゲームを日本と同様にプレイすることが可能だった。5.25インチフロッピーディスクを流通媒体とする独特の同人文化も発達した。
アルゼンチンでは地元メーカーのテレマティカが1984年にDaewoo MSX DPC-200をベースにしたTalent MSX DPC-200を発売。他にはスペクトラビデオやグラジエンテ、東芝の製品もわずかながら販売された。また、アルゼンチンではMSXを「教育用コンピューター」として学校教育で国家レベルで導入されたており、学校教育の中でMSX-LOGO言語が教えられていた。テレマティカが1987年に発売したMSX2 TPC-310はコマーシャルで「ターボ」のキャッチコピーを売りにしていたが、あくまでキャッチコピー上の文句だけで、実際は普通のMSX2機である。アルゼンチンでのMSXの販売は1990年に終息した。
キューバでは東芝とパナソニックのMSXが1985年に学校教育で採用され、"Intelligent keyboards"の名称で呼ばれた。ただしパソコンの一般への販売は禁止されていた。

#### 中東

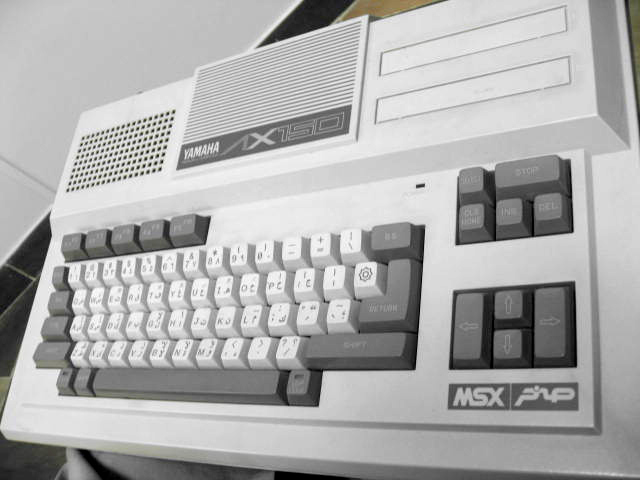
アラビア語にローカライズされアラブ諸国で販売されたSakhr AX-150。YamahaのロゴとSakhr（صخر）のロゴが確認できる

アラブ諸国ではクウェートの大手SIであるAl Alamiahが日本からヤマハや三洋などのMSX機を輸入しており、子会社のSakhr社によってアラビア語用ローカライズを行い販売していた。このようにMSXは、韓国向けではハングル、アラブ諸国向けにアラビア文字を使えるなど、現地向けに仕様をローカライズすることが可能だった。Sakhr AX330はファミコンとMSXの複合機、Sakhr AX660とSakhr AX990はメガドライブとMSXの複合機であるが、アル・アラミアはMSXのライセンスを得ていないため、ハードの詳細は不明である。パソコンとゲーム機の複合機はテラドライブなど他に例があるが、1993年に発売されたSakhr AX990がMSX2以降ではなく初代MSXとの複合機なのは、MSXマガジンでも「謎」としている。ソフトウェアは、ファーストパーティであるAl Alamiah/Sakhr社が本体にバンドルしていたもの以外にも、Methali社など複数の現地メーカーから供給されていたが、SakhrはMSXを「教育用コンピューター」と銘打って販売していたため、教育ソフトや教育ゲームが多い。また、日本から輸出された作品にはアラビア語のマニュアルが新たに同梱されている。珍しいソフトとしては、Al AlamiahがMSX版『コーラン』を販売していた。

#### ソヴィエト連邦、東側諸国
ソ連などの共産圏ではMSXは学校などに多数納入され、初等教育の現場でも応用されていた。当時の東側諸国は政府によって市場が統制された社会主義の国家であり、『物資は全て、国家が人民に供給・配給する』という形態をとっていたので、資本主義経済のもとで市場競争によってホビーパソコンが大きな市場を築いた西側諸国とは違って、東側諸国のパソコンは国営企業が独占的に製造し、ほとんどが産業用途か教育用途に回された。一方で年収くらいする高価なパソコンを自分で購入したり、市場に存在する数百個のパーツを集めてパソコンを文字通り自作する方法を指南する無線マニア向け雑誌も存在した。当時、輸入パソコンは外貨で購入可能な公営ショップ（東ドイツのインターショップなど）で高価格で販売されるのが一般的で、一般人が購入するのは現実的ではなかったが、実際には多くの東側諸国に西側諸国のパソコン（日本製も含む）が政府の監視をかいくぐってこっそりと持ち込まれており、その流通には不明な点が多い。
「東側諸国」と言っても、必ずしも国営企業の製造したパソコンがメインで普及したというわけではなく、例えばチェコスロバキアでは、国営メーカーが製造販売したZX Spectrum互換機に次いで、輸入パソコンなのになぜか普通に電気店で販売されていたSharp MZ-800の人気が高かったりするなど、国によって特色がある。MSXは、ソ連で特に教育用として普及し、国営メーカーによる教育用MSX互換機製造の試みが続けられたり、宇宙開発用として宇宙ステーションミールに搭載されるなど、1985年ごろは大きな影響力を持った。ただしソ連でMSXは「学校で使う教育用パソコン」のイメージがあったのと、高価だったため、1986年以後に低価格化した国産機のエレクトロニカBKシリーズの方が家庭用としてはユーザー数はずっと多かった。

##### MSXと冷戦

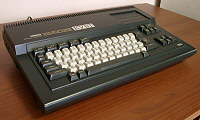
ソ連の学校教育用ネットワークシステムKUVTで採用された、ヤマハ YIS 503IIR。日本市場向けYIS 503IIをSECAMのビデオ出力に対応させたソ連専用モデルで、КУВТのロゴが見える。

冷戦時代、西側諸国ではコンピューターを含む電子機器の輸出を対共産圏輸出統制委員会（ココム）で制限しており、ソビエト連邦を中心とする共産圏の国々では16ビット以上の高性能コンピューターを西側から輸入することが出来なかった。そのため、規制対象外とされていた8ビット機を大量に輸入し、またコピーして使用していた。機種は用途に応じて選別されていた。
これらの中にはMSXも含まれており、特にソ連やキューバでは国家の教育プログラムで導入された。その拡張性や互換性などが評価された結果、学校教育のみならず各分野で応用された。教育用には独自に簡易ネットワークシステムまで構築して利用していた例もある。
冷戦終了前後にはMSX機が東側で正式に販売され、ビデオタイトラーやラベリング機のアーキテクチャなどとしても利用された。市場が開放された時期は国によって違うが、例えばソ連で西側のパソコンが正式に発売されるのはゴルバチョフ政権による1988年の協同組合（コーポラティヴ）解禁以降となる。ソ連では他の東欧諸国より市場開放そのものが遅れたうえ、ZX Spectrumが4万ルーブル（年収の13年分）で販売されるなど、西側の旧型機を輸入して高価格で売る企業が多かったので、パソコンの普及も他の東欧諸国より遅れたが、1991年にZX Spectrum互換機「ペンタゴン」がZX Spectrumの心臓部であるゲートアレイの解析を完了すると、旧ソ連地域でもZX Spectrumの海賊版であるPentagonのさらに海賊版メーカーが乱立して市場を埋め尽くした。
ソ連では1985年に学校へのコンピュータ導入プロジェクト「комплекс учебной вычислительной техники」、略称：КУВТ（KUVT）が開始され、ヤマハのMSX機をベースとする教育用ネットワークシステムが「YAMAHA KUVT」として各学校に構築された（そのため、ソ連ではMSXは「YAMAHA」（Ямаха）の愛称で呼ばれる）。ヤマハの機種を用いたシステムとしては、YIS 805R（先生側）とYIS 503IIR（生徒側）が採用されたКУВТと、YIS 128R（先生側）とYIS 503IIIR（生徒側）が採用されたКУВТ2が存在する。それぞれ、単純に輸入したものではなく、ロシア語キーボードを搭載したソ連向け専用モデルである。1986年度のКУВТ-86では国産機のБК-0010Шが採用されるなど、すぐに輸入機から国産機に切り替わったため、YISの採用数は1万5千台程度とされる。教育映画の『Поехал поезд в Бульзибар』（1986年）では、教育の一環として教師の監督の元『イーアルカンフー』や『けっきょく南極大冒険』を楽しそうにプレイする子供たちの姿が描かれている。
1985年当時、MSX機は一般には販売されておらず、国産機と言えども一般人には購入できないほど高価だったため、当時のソ連の人民が触れることのできたコンピュータは、基本的に学校にあるこのヤマハの教育用パソコンであり、「YAMAHA」はパソコンの代名詞となった。ただし導入状況は学校によるので、MSXを全然知らない人も多い。また、1980年代後半以降には、ヤマハ以外にも大宇電子や東芝など、数は少ないながら日本や韓国から複数のメーカのMSX機が教育用として輸入された。
1980年代後半には国産機の展開が本格的に始まったこともあり、MSX機は家庭用ホビーパソコンとしてはあまり普及したわけではない。当時は月収が100-150ルーブルの中、パソコンは1000ルーブルくらいの高価格のためにほとんど普及していなかったが、1987年頃には国産機のエレクトロニカBKシリーズが650ルーブルまで低価格化したこともあって、ホビースト向けに7万8000台を売り上げる大ヒット機となり、MSXの家庭普及率を大きく上回った。BKシリーズは教育用パソコンとしてもYAMAHAと並ぶ勢いがあったが、一方でMSXのアーキテクチャ自体は政府に好評で、その後もソ連で教育用パソコン向けにMSX互換機の開発が行われた。
ペンザ州計算機工場が1987年にリリースしたПК8000は、MSXアーキテクチャをベースとして開発が行われたが、当時のソ連はMSXの心臓部であるZ80互換プロセッサ、TMS9918互換ビデオプロセッサ、PSG互換音源を自国内だけで開発することができず、MSX規格との互換性は限定的にならざるを得なかった。それでもMSX-BASIC互換を目指し、GW-BASICを拡張したインタプリタを搭載した。64Kの大容量RAMなど良い点もあったが、場合によって非常に遅くなる、圧電スピーカー（ビープ1音）、1000ルーブルを超える高価格など、悪い点も多く、市場ではあまり受け入れられなかった。
1989年にリリースされた後継機の「ПК8002『エルフ』」は、MSX2アーキテクチャを目指して設計されたパソコンであり、PSG音源相当の3チャネルサウンドなどを搭載したが、V9938互換ビデオプロセッサを開発することができなかったため、MSX2規格との互換性は限定的にならざるを得なかった。それでも教育用コンピュータとしての導入を目指して1000台から2000台が製造され、『ロードファイター』や『ボンバーマン』の移植なども行われたが、ソ連崩壊に伴う経済危機により以後の開発は中止された。なお、ПК8002には『PUT UP』（MSXマガジン87年10月号に掲載）が移植されており、1987年当時のソ連政府はMマガを購読していたとされる。

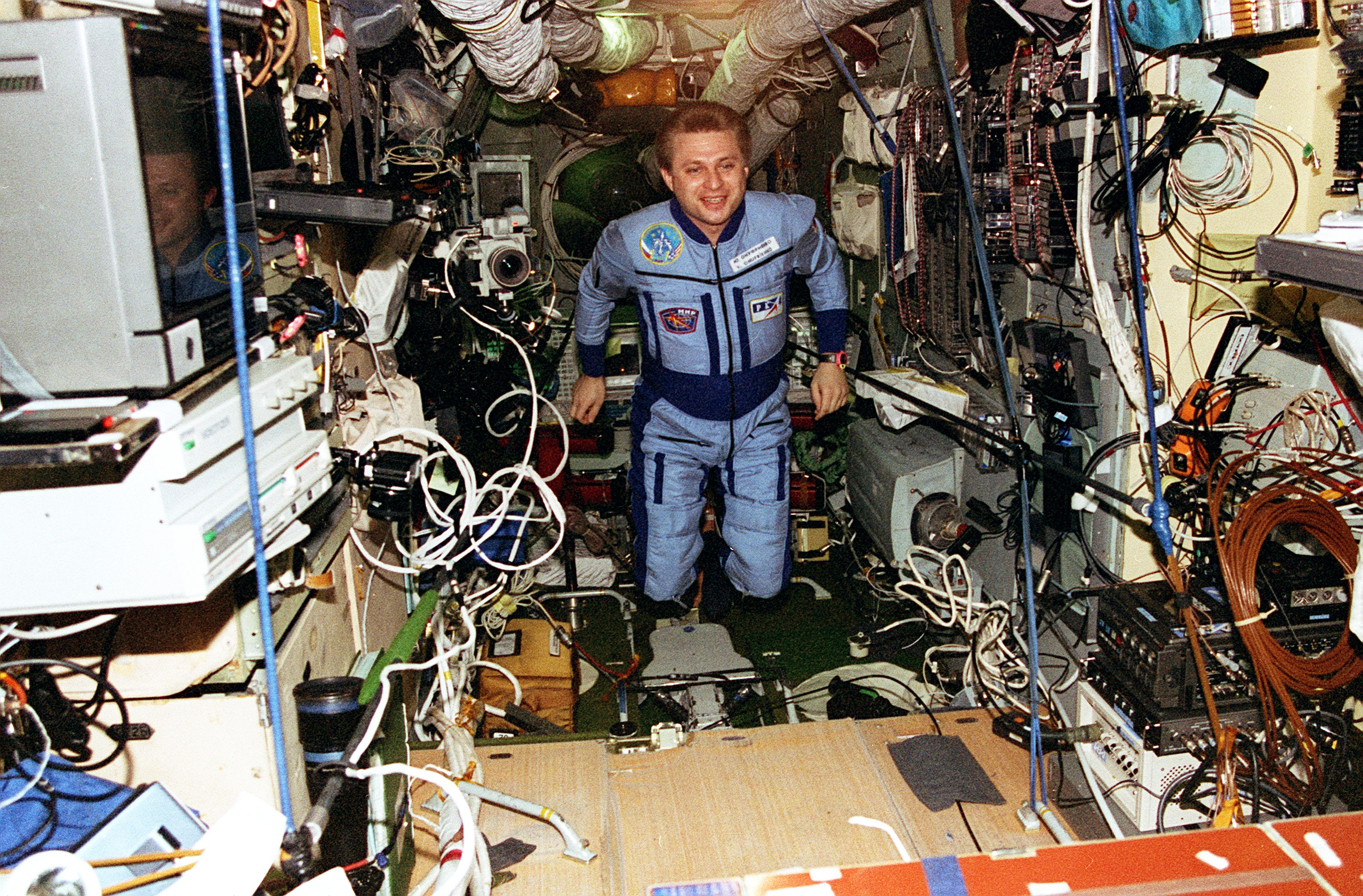
ミール・コアモジュール（1996年）。左側の「GENLOCKER」（ゲンロッカー、複数の機器で映像を同期させる信号を生成する装置）と書かれた白い機材がHB-G900AP、その上にある「VIDEOTIZER」（ビデオタイザー、映像をパソコンに取り込む装置）と書かれた機材がHBI-G900と見られる

ソ連の軌道宇宙船ミールでも、MSX2規格の動画編集機であるソニーHB-G900APと見られる機材 が設置されており、1990年12月のTBS宇宙プロジェクト『日本人初!宇宙へ』にて撮影されたビデオの編集に使用されていたことがスポンサーであるソニーの技術情報誌の特集記事として掲載された。
音楽制作ではYAMAHA CX-5が良く使われ（アルバムのジャケット写真やライナーの使用機材紹介でよく載っている）、アンドレイ・ロジオノフ&ボリスチホミーロフはソ連初のテクノアルバム『パルス1』（1985年）を制作している。これは当時のソ連ではテレビのエアロビクス番組が流行っており、体操用の音楽としてソビエト連邦文化省の要請により制作されたものである。当時のソ連はアフガン侵攻による経済制裁中ながら、ヤマハがソ連の教育プログラム「YAMAHA KUVT」向けにMSXの特注モデルを制作して輸出するなど、ソ連と日本の通商は比較的活発であり、YAMAHA CX-5やRoland TR-909など、西側とそれほど変わらない日本製の機材が使用されていることがアルバムのライナーで紹介されている。アルバム『512 kbytes』（1987年）のジャケットでは、DTMやアートワークの制作に使ったYAMAHA YIS 805Rや、EIZO製のモニターなどの周辺機器が紹介されている（КУВТで導入されたものと同じ機材）。アンドレイ・ロジオノフはMSX用ゲームも制作してリリースしている。こちらも教育用としてソ連文化省と防衛省の要請によって作られたもので、パッケージにはその旨の記載がある。また、リズムマシンYAMAHA RX15の制御にCX-5を使用した『Танцы на битом стекле』(1989)を手掛けたアレクセイ・ヴィシュニャや、CX-5に搭載されたFM音源モジュールYAMAHA SFG-05を活用したНовая Коллекцияなども、MSXを活用したソ連のテクノミュージシャンである。ただし、当時のソ連にテクノやDTMが存在したことが西側諸国に知られるのは、ソ連崩壊後のことである。
ソ連崩壊後にパソコンやゲーム機の海賊版メーカーが乱立した時期には、MSX-DOSと一部に互換性のあるOSを搭載したAmstrad CPCベースのMSX互換機Алеста（1993年）や、MSX-DOSと一部に互換性のあるOSを搭載したZX Spectrum互換機のATMターボ2（1993年）など、特殊なハードもリリースされた。なお、ソ連時代はMSX機は一般には販売されていないので、MSX機の所有者は存在しないはずだが、YAMAHA製のキーボードやリズムマシンと一緒にYAMAHAのMSX機を使っているテクノミュージシャン以外に一般人の中にもなぜか正規のYAMAHA製MSX機を所有している熱狂的なファンもおり、2000年代以降にも熱狂的なファンによる互換機が制作されたり、海賊版ハードの乱立時期に製造された製品をFPGAを利用してさらに進化させたハードがリリースされた。

## 特徴
MSXは「子供に買い与えられる安価なパーソナルコンピューター」「コンピューターの学習に繋げられるコンピューターの入門機」として構想された。その一方で必要に応じてシステムを拡張することで本格的なプログラミングや実務処理にも使うことが可能な、総合的なホームコンピューターとしても設計されている。
MZ-700、ぴゅう太、M5、JR-100、PC-6001、RX-78、SC-3000など、他の当時の低価格入門機のパソコンと同じ様にテレビやカセットデッキをモニターや二次記憶装置として流用するようなシステムとなっている。
MSXは単なる入門型パソコンとしてのみならず、当時の大人のマニア向けゲームハードという側面をもつ。時には家電品として、時には楽器として、時には当時の「ニューメディア」として分類される。それは、MSXが松下電器や日本ビクターなどのように家電品のルートで販売されたり、ヤマハや河合楽器などの楽器店のルートで販売されたり、フィリップスやNTTのキャプテンシステムのようにニューメディアと位置づけて販売されたが、それは主にゲーム機として利用された事情による。
またメーカーを越えてハードウェアおよびソフトウェア資産が利用できる統一規格であり、「オープンアーキテクチャ」のさきがけである。CPU、VDP、メモリーマップ、I/Oマップ等のハードウェア仕様を規定するレベルに留まらず、後述のようなスロット機構の採用とシステム（BASICおよびDOS）と密接に連携し、機能拡張の抽象化を担うBIOSを介することを前提に、柔軟性と互換性を維持する形となっている。

## 名称の由来
マイクロソフト説
アスキーの副社長だった西和彦が1984年に語ったところによれば、由来はMicroSoft eXの略とされる。Xには「eXchangeable」「eXpandable」「eXtended」などの意味が含有され、また日本語訳のときにXは拡張性が無限に広がるという意味もこめて未知数のXであるとされている。後年のDirectX、ActiveX、Xbox、Windows XP、XNAなど、マイクロソフトの「X好き」はこの頃から現れていると指摘する声もある。
松下とソニー説（MSX販売当時）
MSX2+以降、参入メーカーが松下電器産業（後のパナソニックホールディングス）、ソニー、三洋電機と、頭文字が軒並みMとSだったことから、そのうちの代表格と言えるメーカーから「Matsushita（松下）・Sony（ソニー）・Xの略では?」などと、当時のユーザーや雑誌編集者が冗談混じりに語ることもあった（三洋電機も略称内に含めることもあった）。この冗談は、統一規格を謳いながらも限られた会社からしかハードが発売されなくなってしまった状況の変化を皮肉ったものだった。
同様の説を冗談だと断った上で、単に家電メーカーの代表格が松下電器産業とソニーであるという趣旨で紹介した書籍もある。
松下とソニー説（規格発表以前）
主に後年になって語られるようになったものとして、規格構想時は確かに「松下とソニーのMSX」であり、それが後に建前上の理由から「MicroSoftX」に変化した、との説も存在する。書籍により語られるようになった後、当事者が当時を振り返っての公演・発言をする際に同様の趣旨の内容が言われるようになった。
曰く、MSXの初期の構想時にはマイクロソフトは関与しておらず、西和彦と、規格の推進役かつ後ろ盾だった松下電器産業（後のパナソニック）の前田一泰のイニシャルから、当初はMNXと呼ばれていた。だがこの名称は既に商標登録されていたため、ソニーが話に加わったことでMSXと改まった。西によると、松下電器産業に企画を持っていく際には「MSのMは松下」、ソニーに企画を持っていく際は「MSのSはソニー」だと言ってアピールしたと語っている。
しかし日本のメーカーが提唱する規格にアメリカのMicrosoftが関与するという点に通商産業省からクレームがついたことで、松下電器産業とソニーは前面に立つわけにいかなかったため、名称はそのままに、「マイクロソフトのMSX」と説明したという経緯とされる。
このことは書籍に初めて書かれた後、規格発表当初はマイクロソフトから取ったと語った西和彦も同様に語るようになった。2000年のイベント「電遊ランド2000」の講演会で、この説について質問された際も「そう受け取っても構わない」と答えたという。翌2001年の「電遊ランド2001」での前田一泰の講演でも、同様の趣旨の発言がされている。
候補に上がった名称
規格発表以前の段階では、MSXや前述のMNXの他に、西和彦の名からNSX、アスキーから取られたASXなどが候補に上り、商標登録された。

## ロゴマーク

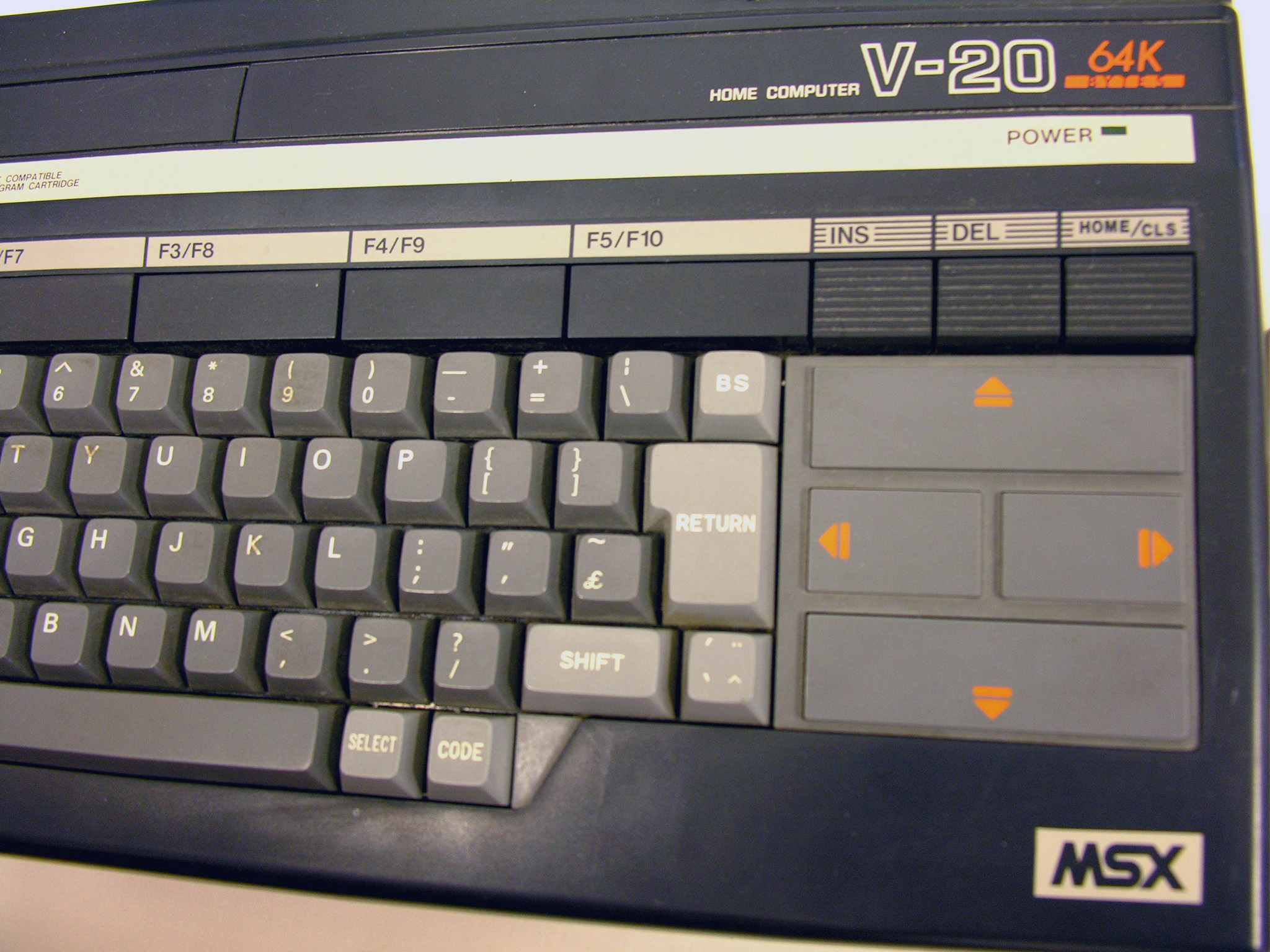
キヤノンV-20。
右下隅にMSXのロゴマークが見える。

MSX仕様に準拠したハードウェアとソフトウェアにはMSXのロゴマークが付与された。このMSXマークで「MSXで動く」と分かるように、ホームビデオのVHSを参考に発案・デザインされた。以後、MSX2、MSX2+、MSXturboRとMSXがバージョンアップする度にロゴは作られ、MSX2からは起動画面にMSXロゴが表示されるようになった。公式MSXエミュレーターの「MSXPLAYer」でもMSXのロゴは踏襲された。デザインは全て西が元になるアイデアを出した。
このロゴマークのついたMSX仕様のソフトウェアを発売する際にロイヤルティーは不要だった。これはMSX発表当時、対抗規格を打ち出して来た日本ソフトバンク（後のソフトバンク）の孫正義と西和彦のトップ会談によって決定されたものである。
MSX0、MSX3、MSX turboでは従来のロゴマーク踏襲しつつ、やや細身となったMSXの文字と、ピクセル化された英数字の組み合わせとなっている。

## ハードウェア
後述のスロットによるアドレス空間の拡張や、BIOSによるリソース管理の仕組みの特徴は、後継製品でもモード切替に因らないシームレスな後方互換性の実現や、規格の拡張に寄与している。

### CPU
MSX1, MSX2, MSX2+は8ビットCPUのZ80A相当のプロセッサを3.579545MHzで使用。MSXturboRはそれに加えて16ビットCPUのR800も搭載し、システムチップにより排他的にシステムを担うプロセッサを選択することが可能である。
MSX0、MSX3、MSX turboにおいては、MSX1、MSX2、MSX2+、及びMSXturboR（上位機種のみ）の下位互換機能が組み込まれたマイクロコントローラーやFPGAによる上位互換実装となっている。

### スロット
互換性を維持しながらフレキシブルな実装を可能にするため、MSXではZ80のメモリ空間（アドレス空間）を拡張したバンク切り替えと、メモリ管理ユニットの間の性質を持つスロットと呼ばれる仕組みが設けられた。
MSXではメモリ空間を四分割した「ページ」を単位として管理し、16KiBごとにリソースを割り当てるようになっている。さらに「スロット」1つ当たり64KiBの空間を持ち、標準で4つの「プライマリ・スロット」が設定され、任意のスロットの該当アドレスのページをメモリ空間に接続することが可能になっている。また、プライマリスロットはさらに4つのセカンダリスロットを拡張することができ、仕様上は最大で16のスロットシステムに接続できるようになっている。従って仕様上は16KiB×4ページ×4スロット×4セカンダリスロットで=1MiBのアドレス空間が確保され、その空間に対し、ROM、RAM、I/Oをページ単位で任意に割り当ててアクセスする形になっている。
プライマリ/セカンダリスロットは基本的には同等とされ、多くの機器はどのスロットに挿入しても規格の上では変わらず動作する。なお、セカンダリスロットは再帰的な拡張を想定していないため、セカンダリスロット拡張を行う機器は、セカンダリスロットへの接続が出来ない。見かけは一つのカートリッジであっても、複数のデバイスを収めるために内部的にスロット拡張をしていたμ・PACKやMSX-DOS2カートリッジ、拡張スロットなどの周辺機器がこの制限にあたり、プライマリスロットへの挿入以外では動作しなかった。
Z80のシステムでありながら、ハードウェアとの接続にI/O空間ではなく基本的にメモリーマップドI/O方式を用いることが推奨された。アクセスの際にはBIOSコール（BIOS割り込みルーチン）の時点でスロット切り換えによってメモリ空間が切り替えられ、同時にハードウェアへの割り当てリソースも変更されることで競合は回避された。I/Oアドレス空間は8ビットとして想定されており、一部のアドレスが規格として予約されている。外付けデバイスとして実装される場合は接続先のI/O空間の状態が不定であるため初期化時にチェックの上割り当てるようになっているため、直接ハードウェアを初期化するような場合には設計の差異を考慮する必要がある。
これらの仕組みを物理的に拡張する手段として、スロット機構に接続するコネクターが最低1基装備された。多くの機種では差しこみ口が筐体上面や前面などに配置されていたため、他の多くのシステムのように、背面の拡張スロットで挿抜したり筐体を開けることなく手軽に増設機器の差し替えができた。電源投入時の着脱防止機構やホットプラグは規格としては用意されていない。着脱時に電源を切る機構は一部機種にあり、カートリッジが正常に装着されるとこの機構がキャンセルされ電源が入るようになっていた。2基目のスロットは初期の一部の機種でエクスパンションバスの形状を持つものがあったが（ピン配列は同じ）、程なくして見られなくなった。

### メモリーマッパー
「スロット」の仕組みは柔軟な運用や設計を可能にしたものの、「1つのスロットに4ページ/64KiBを越える空間を配置できない」「ページ間のアドレス空間の移動や再マッピングができない」といった、Z80に由来するメモリー空間・アドレッシングに依存した制約があった。特にワークエリアとスタックが置かれるページ3の切り替えには若干の困難が伴い、単純にRAMページをスロットに増設するだけでは増設されたメモリーの有効な活用がやや煩雑なものとならざるを得ないという事情があった。これを改善するため、MSX2規格制定時にRAMページの拡張を行う“メモリーマッパー”が拡張規格として追加された。このメモリーマッパーを用いることで、ページの割り当てに対する制限を軽減することが出来た。また、後に登場したメガROMの一部にもメモリーマッパー規格を応用し、酷似した仕様でROM空間の切り替えや拡張を行う製品が登場した。ただし、これらは市販アプリケーションもしくはZ80バイナリによって直接実行するソフトに限られた話で、MSX-BASICではメモリ空間を前半にROM、後半にRAMを固定で割り当てその末尾に拡張用のワークエリア、フックなどを配置していることもあり、これらのメモリをユーザーエリアとして有効活用する仕組みが無く、RAMDISKなどの形で活用するようになっている。

### ディスプレイや文字表示関連の規格
MSX1、MSX2及びMSX2+は一般家庭への普及を目指すため、標準の構成で家庭用テレビにRFを標準装備し、専用モニターを必須としない仕様となっていた。
これは他の低価格帯の入門機にも見られた仕様で、文字の滲みや解像度の低さなどのデメリットもあったが、家庭用電気製品を流用できるようにすることでシステムのトータルコストを下げる効果があった。TMS9918Aの出力がそもそもNTSCであり、初代規格ではRGB出力を持つ製品は限られた。
初代規格のVDPがテキスト表示の拡張によってグラフィックス処理も実現していたこともあり、文字フォント（文字キャラクタ）は基本形状がシステムROMから初期化時に定義はされるものの、表示性能の制限の範囲で任意の形状、色に書き換えが可能なPCGとして利用することが可能である。SCREEN0,1,2,4では全ての文字形状をユーザーが自由に定義して使うことが出来、SCREEN2,4ではBASICのサポートは無いもののVDPの画面モードを変更することによって1ライン当たり任意の2色をフォントに割り当てることも可能である。
日本向けのMSXではPC-6000シリーズに近似したキャラクターコードを採用しており、特定の漢字（日月火水木金土・大中小・年時分秒・百千万円）や罫線が記号として定義されているほか、カタカナに加えてひらがなも標準で定義されていた。これらのコードは海外向けMSXではアクセント記号付きアルファベットに割り当てられた。なおMSXで半角ひらがなに割り当てられていたコード領域は、現在のSHIFT JISコードで使用されている。MSX1の時点では半角文字の80カラム（1行80桁）表示も不可能だった。初代規格の時点では漢字ROMの仕様がなく、ワープロなどの実装に伴うハードウェアが独自にアプリケーション依存で実装されていた。MSX2ではそれらのうち、第1水準のフォントを持つ東芝仕様のものが表示用のBIOSと共にオプションとして定義され、後にI/Oマップにも東芝仕様の物が割り当てられている。

### コネクター関連の規格
コネクタ類に関しては、主にジョイパッドやマウスの接続用にアタリのAtari 2600相当の9ピンコネクター（アタリ仕様ジョイスティックのもの）が2ボタン仕様に拡張されて定義された。また、オプションでセントロニクス仕様の14ピンプリンターインターフェースも搭載された。
汎用的な仕様のコネクタを採用したことは、のちに電子工作の接続・制御用途として重宝された。上記のスロットコネクターに関しては、電子部品を扱う店で電子工作用の汎用基板が入手できた。

### キーボード関連の規格
キーボードはパラレル入力で同時押しも可能である。規格の上では、いくつかの特定の3つのキーの組み合わせは動作の整合性が図られた以外、3つ以上のキーが同時に押下された場合の入力の整合性は保証されていない。なおセパレートタイプ（つまり本体と別の）キーボードは定義されておらず、キーボードのコネクタは機種によって異なる。なお日本向けキーボードの配列にはJIS配列と50音順配列（かな配列）の両方が規格にあり、ワークエリアの設定で選択することもできた。

## ソフトウェア
初期はROMカートリッジ、並びにカセットテープ。MSX2の後期からはフロッピーディスクにより様々なソフトウェアが提供された。規格にたいして特徴的な実装は下記のとおりである。

### BIOS
前述のようにBASICやOSの収められたシステムROM、ゲーム等のROMカートリッジ、メインメモリなどのRAM、そして各社の独自拡張による周辺機器（ハードウェア）などのリソースは「スロット」に接続されているが、それを抽象化し、汎用的に利用できるようにしているのがBIOSである。基本的なBIOSのうち、主な機能はメモリの先頭部分からジャンプテーブルとして配置されており、システムがZ80の割り込みモード1で構成されているため、RST命令で呼び出せるエントリのうち、RST 00H～28HをBASICがサブルーチンコールに使用。RST 30Hがインタースロット・コール、RST 38Hがハードウェア割り込みに割り当てられている。基本機能に含まれない機能、ハードウェアには基本的に拡張BIOS並びに対応している場合は拡張BASICが付随し、起動時に初期化ルーチンを呼び出すことで割り込みベクタがワークエリアに登録され、システムに組み込まれる。ユーザーは対応アプリケーションなどではほぼ無意識に、BASICなどでは必要に応じてコマンドによる初期化で有効化し、利用することができた。
基本仕様に組み込まれたハードウェアも含め、互換性をBIOSレベルでのみ保証することによってある程度の設計の自由度を確保しており、ワープロやテレビなど民生機器と同化したような各社の商品としての独自性を発揮するのに寄与し、設計の共通化により低コスト化を可能とした他、プラグ&インストール&プレイではなく文字通りのプラグ&プレイを実現していた。
但し、基本仕様に含まれるBIOSの実装はハードウェアに強く依存する仕様になっており、PSGやVDPなどはBIOSが内部レジスタをラップするような実装になっているため後継製品などでも実際には仕様を包含したものを選択せざるを得ず、データレコーダの実装はZ80の実行クロックに強く依存した形でタイミングを取り波形を生成しているため、割り込みを禁止したうえ、規定のクロックでプロセッサが動作することを要求する仕様となっている。
これらスロットやBIOSなどによる特徴的な実装は柔軟性がある代わりに、ハードウェアの構成は規格として規定されたもの以外では固定されていることは期待できず、初期化・認識処理はスロットを検索する必要があるというオーバーヘッドを伴うものとなった。一部アプリケーションなどでは、特定の構成を期待したコードになっているためMSX2で動作しなくなったり、実際には接続されているにもかかわらず、その拡張機器を認識できないなどの非互換性につながっている。また、ハードウェアの相違を考えればかなり互換性が維持されているFDD等の「同じ種類」のハードウェアであっても、スタック領域やワークエリアなど、実装の違いから特定条件で動作しないなどの現象が発生することもあった。
またこれらの仕組みは、ハードウェアリソースに対するアクセス自体に演算リソースを必要とし、「スロット」の実装にともなうウェイト(wait)の挿入やBIOSコールを経由する等のオーバーヘッドは、3.579545MHz動作CPUのZ80に重くのしかかり、パフォーマンスを落とす原因ともなった。VDPについては処理速度を得るため、システムROMの特定のアドレスに書かれている値からI/Oアドレスを確認の上、直接制御することを正式に認めている。

### MSX-BASIC
二次記憶装置から直接起動するソフトウェアや機種固有の内蔵ソフトを除けば、ユーザーの操作、利用を支えるのがMSX-BASICである。他の実装で見られたマシン語モニタは標準システムとしては用意されておらず、直接のメモリ操作や実行ではなくDOSないしは、BASICから呼び出す形となっている。
当時の多くのPCで採用されていたマイクロソフト系の命令セットを持っていたが、変数名は先頭から2文字のみでgoto命令などの飛び先は行番号のみなど初期の実装に近い形となっている反面、浮動小数点の演算では仮数部は6桁または14桁のBCDを仮想計算機として実装しており、システムの規模や速度に対して精度の高いものとなっている。この演算部分はBASIC以外からの呼び出しも可能なようにMath-Packとして外部からも呼び出せる手順が公開されているCITEREFMSX-Datapack11991。精度は高いものの相応に演算コストが高いため、ゲームなどレスポンスや処理速度を重視するケースでは変数を整数として宣言することがTipsとなっていた。

### MSX-DOS
更にオプションでMSX-DOSと呼ばれるCP/Mシステムコール互換OSも導入可能で、これを導入すれば既存のCP/Mアプリケーションの多くがファイルシステムをコンバートすることによりほぼそのまま動作し、CP/M環境で利用可能なアセンブリ言語、C言語、Pascal、COBOL、FORTRAN等も使え、またCP/Mで動く欧文ワープロや表計算等の実務アプリケーションも実行できた。
但し、本体が安価なMSXでは相対的にFDDは高価であり、活用されるようになるのはFDDを内蔵した本体が安価に提供されるようになったころからである。

### その他
初代規格ではその構成部品に専用品を用いず、その時点で市場に供給されていた利用実績の豊富な既存の汎用半導体製品を採用し、基本仕様が安価に製造できるよう構築されていた。各メーカーから発売された機種はほぼローエンド（低価格帯）だった。
その代償で、仕様は平凡なものとなり、当時の主だったパソコンが高解像度化を求められていた中にあって、最大でも256×192ドットの解像度だったことと合わせて「先進的でない」と批判する意見もあった。
価格帯と汎用性に舵を切った実装は、日本ではセガのSC-3000と同様に任天堂のファミリーコンピュータと比較されてしまい、ゲーム専用のファミリーコンピュータのグラフィック性能と比較して劣っていたので「中途半端な子供の玩具」として受け取られた。

## ネットワーク
MSX向けの主要な商用パソコン通信サービスとしては、1986年12月からアスキーが運営したアスキーネットMSX、および松下グループ（後のパナソニックグループ）系のネットワーク企業・日本テレネットが運営するTHE LINKS（ザ・リンクス）がある。
アスキーネットMSXは、MSXを所有していることが使用の条件だったが、実際に使えるマシンはMSXに限らなかった。NHK学園のパソコンの通信講座で使われたこともあった。
対して、THE LINKSはMSX専用だった。画像通信やゲーム配信をサポートした独特のサービスで、対応機種をMSXに限定、モデムも専用ソフト搭載のカートリッジのみとすることにより、他のパソコン通信サービスにはないカラフルなコンテンツの提供や画像配信、動くメールなども実現していた。MSXによる日本語表現の特徴の一つである半角ひらがなやグラフィック文字はJISの規格外で、機種によって全く別のキャラクタが定義されており、MSXに限らず多機種混在のパソコン通信では使わないのが常識となっていたが、THE LINKSはその逆にJISやシフトJISの2bytes文字の日本語は書き込むことができず、1byteのMSX文字でコミュニケーションを取ることになっていた。THE LINKSのためだけの専用通信ソフトが必要で、通信ソフトが内蔵されたTHE LINKS専用モデムカートリッジがあった他、松下電器産業のモデムカートリッジに通信ソフトが内蔵されていた。
当初は通信速度300bpsのモデムカートリッジが発売され、後には1200bpsの物も出た。MSXturboRが発売された時期にはパソコン通信も9600bpsを超える速度のモデムが一般化し、MSXでもRS-232CカートリッジとPCモデムを使用するユーザーが増えた。MSX2の中には本体に1200bpsモデムを搭載した、通信パソコンと称される機種もいくつか存在する。
それ以外にもPC-VANやNIFTY-ServeにMSXに関係するSIGやフォーラムが設けられた。また、MSXの話題を扱う草の根BBSが全国に開設されており、MSX専門誌が休刊し、商業的にMSXが衰退した後は同人活動とともにパソコン通信での活動によって培われたコミュニティーがMSXを支えた。パソコン通信で発表された自由ソフトウェアは、MSX専門誌のMSX・FANに付録ディスクに収録されたり、ソフトの自動販売機TAKERUで販売されたりもした。
その他にMSXを用いたネットワークサービスには、囲碁のネット対戦「GO-NET」や株式投資などがあった。
通信ソフトにはアスキーからMSX-TERMが発売されたが性能の悪さからあまり使用されず、自由ソフトウェアのmabTermやRAETERMや松戸タームが使われた。MSX向けのネット運営用ホストプログラムはMSXマガジンが開発した「網元さん」やMHRVなどが多く用いられた。

## 周辺機器

### ROM/RAMカートリッジ
ロムカセット
ページ先頭に書かれているヘッダによって、起動時の初期化（拡張BASIC等）や自動起動（ゲームソフト等）が可能。通常はマスクROMが使用されたほか、ソフトベンダーTAKERU用のEPROMカートリッジもあった。
メガROM
メモリコントローラを内蔵し1メガビット（128KB）以上の容量を実現したカートリッジ。1986年4月にアスキーが仕様を制定し、同年7月22日発売の『グラディウス』で初使用。その後、長方形を斜めに3つ連ねた統一マークが定められたが、容量が基準でありコントローラには特殊なものを用いたソフトウェアも存在する。同様の物は特に名称はついていないものの、ファミコンなどの家庭用ゲーム機でも見られる。
MegaRAM
ブラジルのMSXマーケットでのみ普及したカートリッジでDDXとCIELの2社から発売されていた。メガROMのROMの部分をRAMに交換したような構造をしており、このRAM部分にROMイメージをLOADして使用する。ブラジルでは、このMegaRAMが存在したからこそMSXが普及したといわれる程、大ヒットした。もっとも、主な用途は「メガROMから吸い出したゲームを違法コピーして使用する」というものであり、カセットテープまたはFDDの形態で流通するメガROMのゲームをロードしてメガRAMに読み込むことで、元のメガROMのカートリッジと同じ動作をさせることができる。
BEE CARD
アダプタカートリッジ「Bee Pack」と組み合わせて使用する。セガ・マークIIIのマイカードと同様のもの。
増設用RAMカートリッジ
MSXの内蔵RAMを増設するためのカートリッジ。スロットに直接接続し、メインメモリを増設するカートリッジと、メモリマッパカートリッジがある。前者は、カシオの「16KB増設RAMカートリッジ」「64KB増設RAMカートリッジ」電子部品通販 M.A.D.の「らむまっくす2」 等で、多くは純正の拡張機器として、小容量のRAMを持つMSXのために用意された。後者は、MSXDOS2カートリッジや、テラネットワークシステムの「AddRAM2」、似非職人工房の「うっかりくん」、クラシックPC研究会の「MSX2/2+/turboR用 16MBメモリー拡張カートリッジ（CLPC-MSX16MBRAM）」 等。
SRAMカートリッジ
MSX1発売開始当初は、一般家庭での需要を見込んだ、家計簿ソフトなどのデータ保存用に発売、もしくは本体に同梱された。その後は主にゲームデータの保存用にシフトした。PAC（パナ・アミューズメント・カートリッジ）、FM-PAC、新10倍カートリッジなど。

### 入力機器

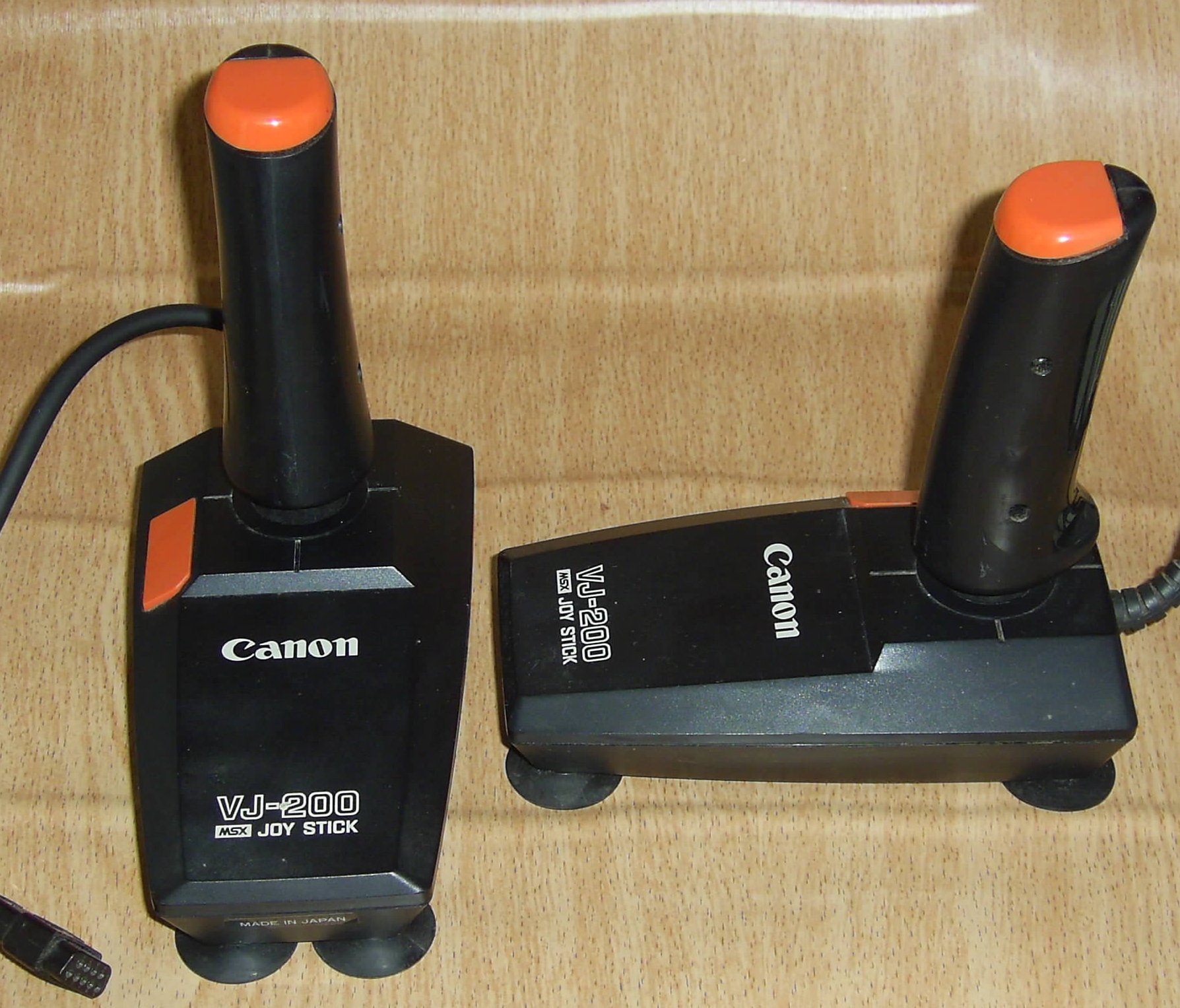
キヤノンVJ-200

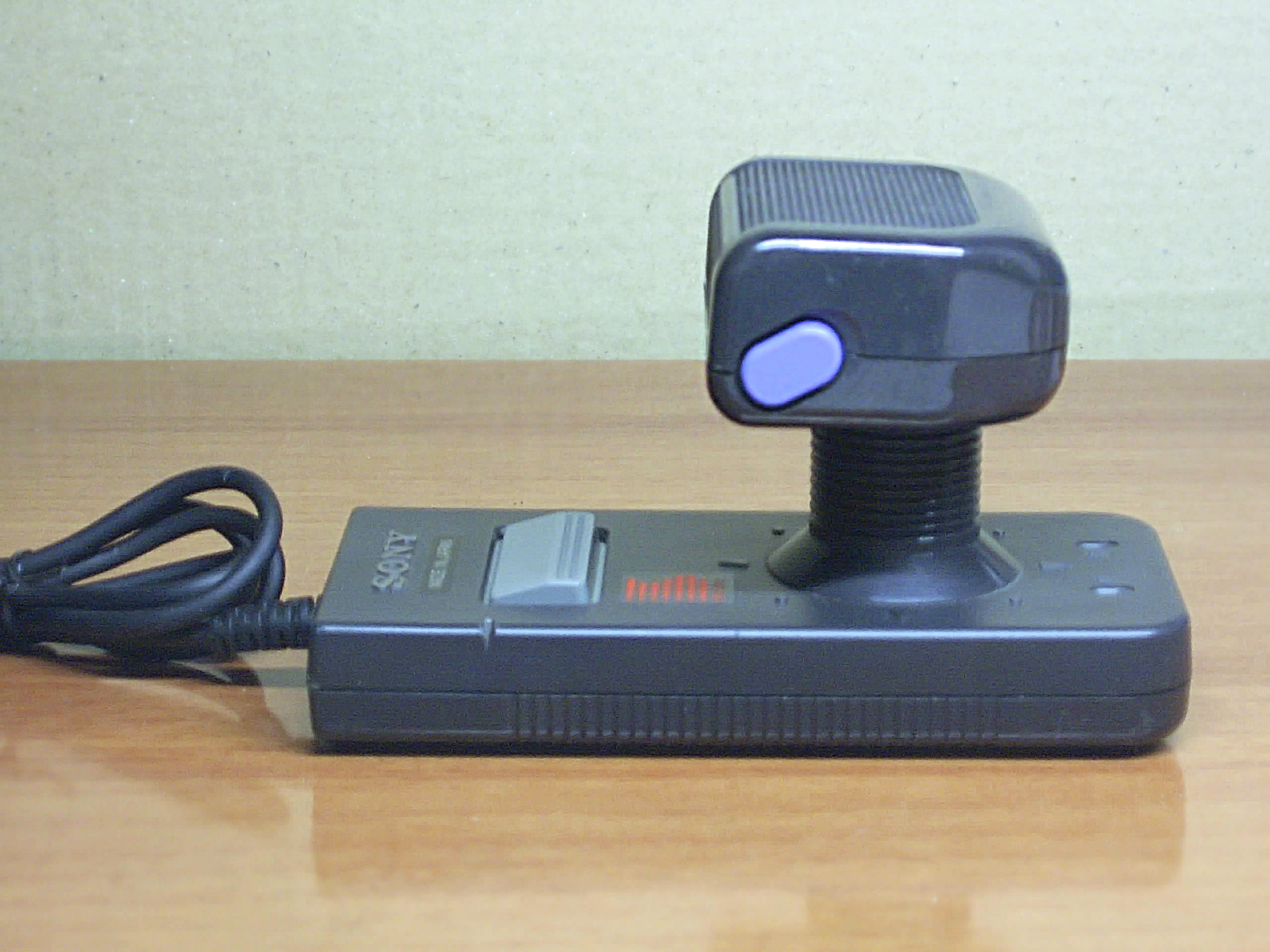
ソニーJS-55

キーボード
キーボードが本体と分離しているマシン用に各社独自仕様の物が用意された他、スロットコネクターやジョイスティック端子を介してつなぐテンキーパッドが市販されたり、専門誌の電子工作コーナーに作例掲載されたりした。なお、MSX規格では「キーボード接続専用の標準端子」のような物は定められていない。
鍵盤
ヤマハ・SFG-01/05専用の物や、MSX-AUDIO用専用キーボード、FS-MKB1等がある。
ジョイスティック・ジョイパッド
8方向入力スティック+押しボタン1、2個を備える。当初は据え置きタイプは操縦桿型、手持ちタイプはスティック付きの物が多かったが、徐々にアーケードゲーム型・方向ボタン付きの物に移行し、連射機能などを備えたものもある。右がボタン、左がレバー（方向ボタン）の物が主流であるが、右側が操縦ボタンになっている製品も存在する。
ハイパーショット
押しボタン2個のみ、方向入力は無し。コナミ「ハイパーオリンピック」「ハイパースポーツ」シリーズ専用の入力機器。
ジョイボール
HAL研究所製の連射モードを搭載したボール型ジョイスティック。
アナログジョイスティック
厳密にはデジタル256段階のデジタルスティック。電波新聞社がX68000用のアフターバーナー用に開発、販売し、シャープも色違いのものを純正品として販売している。後継機はコンパクトな設計となり、メガドライブとの接続にも対応した。2軸スティック+1軸スティック+押しボタン12個。BASICマガジンでMSXでの制御方法がプログラムつきで記事として公開され、一部の市販ソフトでも隠し機能として対応した。
マウス・トラックボール
ジョイスティック端子に接続する。トラックボールはソニー・HAL研究所等が発売。後にマウスとともに正式に規格に取り込まれた。規格上での扱いには幾分かの差異があり、マウス用ソフトでトラックボールを使っても操作できない場合がある（逆も同様）。
マウスはMSX規格準拠と同じ物が同じインターフェイスを持つPC-8801mkIISR以降のバスマウスや富士通FM-TOWNS用としても使用された。
パドル・タブレット
前者はブロック崩しゲーム等で用いられるダイヤル状の物でジョイスティック端子1つに最大6つ接続できる。後者は透明な板をペンでタッチするポインティングデバイスでその後のタッチパネルやペンタブレットに近い。ともにジョイスティック端子に接続して使用。マウスやトラックボールよりも早く、MSX1発表当初から規格に組み入れられていたアナログ入力機器である。
ただし、パドルは専門誌の電子工作コーナーで作り方が紹介されたのみで、メーカー品は存在しない。タブレットもMSX1初期に同仕様の商品がいくつかのメーカーから発売されたのみで、対応ソフトも機器付属のもの以外ほとんど無い。turboRではいずれも非サポートで、対応BIOS・関数を呼び出しても必ず固定値が返る。
ライトペン
三洋のMSX1・WAVY-10とWAVY-11に標準添付、専用の端子に接続。他機種用にカートリッジスロットに接続する物が発売されたが、映像出力をカートリッジに経由させる必要があったため一部機種では使用できない。MSX2から規格化されたが、MSX2以降の画面モードに対応した機器は発売されていない。パドル等と同様にturboRでは非サポート。
光線銃（ライトガン）
PLUS-X ターミネーターレーザー
中東諸国で流行したゲーム用光線銃。ジョイスティック端子に接続。対応ソフトも中東で流通していたMSX1対応の物がほぼそのまま売られていた。
ガンスティック
スペインの MHT Ingenieros というメーカーによって発売されていた銃型のコントローラー。ジョイスティックポートに接続して使用。MSX以外にもコモドール、SPECTRUM、AMSTRAD、PCにも使用できる。発売元のスペインでのみ普及。Space Smugglers など10本程対応ゲームが発売されていた。
マイク
turboRには音声取り込み用の物が本体に付属。それ以前にも（規格でサポートされていた訳ではないが）1ビットサンプリング用に市販品が使用された。
「シャウトマッチ」付属マイク
ビクター音楽産業製の同名ゲーム専用の物。ジョイスティック端子に接続。感知できるのは音量のみ。

### 記録装置

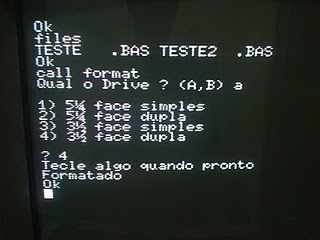
ブラジル・グラジエンテ社のMSXでBASICより「call format」の命令を実施した際の表示。5インチ片面（1DD）と両面（2DD）が追加されている。

データレコーダー
記録速度は1200bpsと2400bpsを選択でき、インターフェイスは大半の機種に装備。カシオ PV-7などではオプション、ソニーHB-T600・松下電器産業FS-A1WSX/MSXturboRでは削除。一部の機種にはカセットデッキが内蔵された。特に日立MB-H2は、音楽再生も意識したステレオ対応デッキで、頭出しや早送り巻き戻しなどデッキの操作を拡張BASICでコントロールできた。信号はコンパクトカセットの音声信号として扱われたため、以下のように音声信号を取り扱えるデバイスを流用してデータを記録したケースもあった。
カセットテープ
FDDのない環境では標準的な外部記憶メディアとして使われた。読み出し・書き込みの双方が可能。ROMカートリッジの生産にはある程度の資金力が必要なため、中小ソフトメーカーではMSX1時代を中心にゲームなどのソフト供給メディアでもあった。アイワのデータレコーダーDR-20（ソニー同型OEMモデルナンバーSDC-600）はテープを倍速再生でき、1200bpsでSAVEしたプログラムやデータを倍速再生により2400bpsでLOADできた。
レコード
アニメの主題歌とドラマが納められたレコード『みゆきメモリアル』（キティレコード）や小久保隆の「バウハウスの詩人たち」（ネクサスレコード）に音声データとしてMSX用プログラムが収録。それらのデータはMSXよりCLOADすることで読み込める。また、月刊誌PiOのソノシートにMSX用プログラムが収録されたこともあった。
ビデオテープ
データレコーダーと同じフォーマットで音声記録。日本制作のプロモーションビデオ『ヴァリスクラブ』（日本ソフトバンク）に特典としてMSX用プログラムが収録。読み出し専用（書き込みも可能ではあるが実績の程は不明）。
フロッピーディスクドライブ（3インチ、3.5インチ、5.25インチ）
当初は日立などが3インチ、ソニーなどが3.5インチのドライブを開発しており、国内では1984年5月の発売前に3.5インチに一本化された。インターフェースカートリッジとドライブとの別売、またはセットで提供された。後年にはドライブがインターフェースと一体化した形状の物も発売。使用にはメインメモリーがMSX DISK-BASICで32KB以上、MSX-DOSで64KB以上、MSX-DOS2では128KB以上必要。MSX2末期以降は大半の機種に内蔵された。
ヨーロッパでは当初、フィリップスが3.5インチ1DDを内蔵した安価な機種を市場に投入したため、1DDが普及した。その後、日本と同じく3.5インチ2DDが発売された。よって、ヨーロッパのMSX用ソフトウェアは3.5インチ1DDで発売される割合が日本よりも高い。また、1DDのドライブを2DDに入れ替えることも盛んに行われている。
ブラジルではグラジエンテが3.5インチ2DD内蔵のMSX1を発売し普及したが、Apple IIやアタリ400/800やコモドール64などが先に普及していたので、それらに接続されていた5インチFDDをMSXに接続できるようになっていた。また、DDXやCIELなどのメーカーが発売した拡張FDDシステムも3.5インチFDだけでなく、5インチFDもサポートした。よって、ブラジルでは3.5インチ1DD/2DDと5インチ1DD/2DDが並存する状況となった。
クイックディスクドライブ
ミツミ電機製。カシオ、ロジテック、フィリップスから発売。3.5インチフロッピーディスクが郵送に当時70円かかったのに対し、60円（当時）の封書で郵送できたが、フロッピーディスクの急速な普及により、メリットが消失し余り普及はしていない。機械語でローダを書いてROMカートリッジよりも番号の若いスロットに差せば、ROMカートリッジより優先してブートされる仕様を悪用し、ROMカセットをセットした状態で、機械語ローダを書き込んだクイックディスクから起動し、ROMカセットの内容をクイックディスクにコピーするなどROMカセットのデッドコピーにも使われた。任天堂のファミリーコンピュータ ディスクシステムもクイックディスクと技術的仕様は同じである。
ハードディスクドライブ
SASI規格のインターフェースカートリッジ「MSX HD Interface」が1989年7月にアスキーより市販された。SASI規格は40MBまでしか利用できず、ハードディスクドライブも高価だったため、あまり普及しなかった。しかし、その後オランダの MSX Computer Club Gouda（ハウダ）が販売していたNovaxis SCSIをG-SCSIの名称でTEAM-PMKが輸入し販売し始めるとMSXでもハードディスクの普及が始まり、有限会社EJがMSX-IDE-INTERFACEを、似非職人工房がMEGA-SCSIを、Sunrise for MSXがSunrise ATA-IDEを開発し販売した。
ビデオディスク
MSXでは下記の2種類の規格が使用できた。
レーザーディスク（Palcom）
CPE（Computer Program Encoded）ディスクと呼ばれ、通常の映像の他にMSX側からのコントロールプログラムも格納されていた。アナログ音声トラックのRチャンネルにデータレコーダーと同じフォーマット（転送速度は2400bps）で音声記録されたデータを読み込む仕組みで、方式としてはスタディボックスに近く、後のレーザーアクティブによるLD-ROMとは全く異なる。拡張BASICのP-BASICでレーザーディスクを制御した。パイオニア製MSXでは標準で、他社MSX1ではオプション機器で接続可能。MSX2以降では使用不可。
対応ソフトとしては、SEGA「アストロンベルト」、FUNAI「インター・ステラ」、KONAMI「バッドランズ」、TAITO「コスモスサーキット」、FUNAI「エシュズオルンミラ」等が移植されたほか、レーザディスク「スターファイターズ」などのオリジナルソフトも発売された。教育用ソフトウェアとしては、レーザーディスク「スペースディスク」シリーズ（英語版からの移植、NASA撮影の衛星画像の検索ソフト）、アイペック「ラスコムメイト」シリーズ（中学生向け学習教材）等がある。
VHD（VHDpc INTER ACTION）
VHD言語という異機種間共通の言語仕様が用意され、中間言語でVHDディスクにデジタル記録されたプログラムを、MSX側に用意されたインタプリターで実行する。ただし、実行速度の都合から一部、各機種個別のソフトをディスクと別売で用意した物もある。VHD言語はコードがVHD上にある前提からユーザー開発は想定されておらず、自作プログラムでVHDプレイヤーをコントロールする場合は、（VHD言語ではなく）拡張BASICを使う。MSX2規格で標準化したが、MSX2対応VHD言語インタプリターは出なかった。
対応ソフトはデータイースト「サンダーストーム」「ロードブラスター」、タイトー「タイムギャル」等（いずれもVHD言語非対応）。また、ユーザーがプログラムから制御する前提で、「ゼビウスマップ」も発売された。
CD-ROMドライブ
MSX2の1987年頃に東芝が外付け型、ソニーが内蔵機を試作したという報道があったが、商品化には至らなかった。後にSCSI/IDE経由で利用できるようになった。

### 拡張音源
MSXは音源としてPSG（AY-3-8910相当品）を持っていた。1983年当初はそれでも十分だったが、他のゲーム機やパソコンが音源機能を強化する中、MSXにも対抗上各種ミュージックシステムが開発された。
FM音源
SFG-01/SFG-05（ヤマハ）
SFG-01は「FM SOUND SYNTHESIZER UNIT」、SFG-05は「FM SOUND SYNTHESIZER UNIT II」。1983年に発売されたMSX初のFM音源カートリッジ。MSX-AUDIO以降のFM音源が2オペレータだったのに対して、より複雑な音色を作成できる4オペレータのチップを採用し、8声の再生が可能。詳細は下記MIDIインターフェイスの項を参照。
MSX-AUDIO
MSX-AUDIOは規格名。音源チップはY8950。日本では1987年にパナソニックから FS-CA1 MSX AUDIO UNITの名称で発売された。MSX AUDIO UNIT は34,800円と非常に高価であり、ほとんど普及しなかった。ヨーロッパではフィリップスが NMS-1205 Muziekmodule（ミュージックモジュール）、東芝が、HX-MU900 MSX MUSIC SYSTEMの名称で発売、標準音源として定着した。
MSX-MUSIC
MSX-MUSICは規格名。音源チップはYM2413。MSX-AUDIOが価格などから日本で普及しなかったため、同時発声数は同じだが自作音色が1声のみなど安価な仕様のYM2413（OPLL）を採用したMSX-MUSICが策定された。拡張機器としてはFM Pana Amusement Cartridgeとして1988年にパナソニックより7,800円で発売されているが、初期化などの手順はMSX-MUSICがMSX本体に内蔵されている機種とは異なる。
MSX-AUDIOが標準音源となったヨーロッパでも、フィリップスがMSX市場より撤退し、MSX-MUSICを搭載したMSX2+/turboRがヨーロッパに輸出されたため、ある程度普及した。
SCC音源
コナミのMSX2ゲームソフト『スナッチャー』『SDスナッチャー』に拡張音源カートリッジとして付属（ゲーム本体は2DDディスク）。元々メモリコントローラとしての側面を持つSCCにDRAMを64KiB接続し、プロテクトを兼ねたゲームのディスクキャッシュとして用いている。各々のカートリッジはDRAMのアドレスが異なり、無改造では双方に互換性はない。後に制御の方法が雑誌上で公開され、フリーソフトを含む一部の音楽ソフトで対応が行われた。また、両作品が品薄になると、厳密には仕様が異なるSCC内蔵ROMカートリッジのROMの無効化や取り外し、電源が入った状態での接続などの方法によって用いられることもあった。
PCM音源
とーくまん（エミールソフト）
MSXで音声合成が楽しめるトーキングマシン。付属のマイクをつかって、PCM録音、再生ができる。サンプリング周波数は4kHzから8kHzの5段階。音声データはエディターを使ってエコーなどエフェクト処理、ディスクへのセーブやROMに書き込んで市販の「おしゃべりさん」の音声ROMとしても使用可能。内蔵の拡張BASICによって簡単に音声入りのプログラムが作製できる。
+PCM
A.Hiramatsuという人物により開発され、同人サークルであるフロントラインが販売していたハードウェア。MSX本体とは別にPCMを追加することができる。M改が開発し、フロントラインが販売したシューティングゲーム「PLESURE HEARTS」では効果音に+PCMが使われた。

### MIDIインターフェイス
MSXでMIDIを使用することができるハードウェアも開発された。色々な規格のMIDI音源を接続できるがMSXでは各市販ゲームが後述のMSX-MIDI+LA音源対応になっている為、MSXではMSX-MIDI+LA音源が実質的な標準となっている。具体的には幻影都市、グラムキャッツ2などである。その後の同人ソフト（1995年頃から）ではGM/GS音源対応として作られたものが存在する。LA音源の音源モジュールはMT-32、CM-32L、CM-64、CM-500(MT-32との互換モードあり)であるが、SC-55、SC-55mkIIもMT-32の音色配列も搭載し、下位互換性をある程度担保している。
SFG-01/SFG-05（ヤマハ）
MIDI-IN/OUT端子の他、FM音源（音源チップはSFG-01がYM2151、SFG-05はYM2164）、鍵盤端子も搭載。音声出力はステレオ。SFG-01は19,800円、SFG-05は29,800円。SFG-01はMSX用FDDの仕様決定前に発売され、ワークエリアがMSX用FDDとバッティングしていた。それを変更してデータ保存先にフロッピーディスクを指定できるようにした物がSFG-05である。
「サイドスロット」と呼ばれたヤマハ製MSX独自スロットに接続する。一部の日本ビクター製マシンでも動作保証はないが同様に使用できた。ヤマハ以外のMSXでも使用できるようアダプターUCN-01が7,800円で発売された。
SMD-01（ヤマハ）
上記、SFG-01と同時期に「MIDI Unit」の名称で12.800円で発売されていた。SFGシリーズとの違いはFM音源が搭載されていないこと。SFGシリーズと同じくサイドスロットに接続する。
MIDIサウルス（ビッツー）
専用ソフト同梱で発売されたMIDIインターフェイス。専用ソフトはSCREEN6を使用してVRAM使用量を削減し、その分をトラックバッファに当てていた。ゲームソフトでも、同社のファミクルパロディックシリーズが対応していた。
演奏自体はカートリッジ内部に制御用としてZ80 CPU互換チップとZ80 CTC,Z80 SIO、Z80 PIO、ほか周辺チップ構成、バッファメモリを搭載することでCPU負荷をかけずに再生していたが、その仕様は一般公開されなかった。同社に問い合わせると一般人でも資料がもらえたが、MIDIポート直接入出力の手順だけとなっていた。
MSX-MIDI
turboRのオプション規格の一つ。オプション機器としてはビッツーのμPACKのカートリッジが発売されており、FS-A1GTには同規格に対応したインターフェイスが内蔵されている。拡張BASICの利用によりBASICからも制御ができるが、BIOSは定義されておらず、BASIC以外からは直接ハードウェアを制御する。藤本昌利によって開発されたMSX MIDI Interface3は規格のうち、FS-A1GT相当のハードウェアのみを回路として実装したもの。ハードウェア設計の問題から、一定のCPUパワーを必要とし、MIDI-IN として使う場合や割り込み機能を使う場合はturboR相当のパフォーマンスを必要とする。取りこぼしなどの影響が無いよう、MIDI-OUT として使うだけなら turboR以外でもソフトウェアがサポートすれば利用可能である。ゲームソフトでは幻影都市とグラムキャッツ2、隠し機能として一部のBGMに対してXak -ガゼルの塔-が対応していた。
これらインテリジェントなものや、スロットに差し込むハードウェアはコストが高く、規定のシリアルデータとしての信号を生成できれば演奏は可能であるため、汎用インターフェイス等を利用したMIDI出力の方法ならびに実装がユーザによって行われている。
プリンター端子（パラレルポート）に接続して使用するもの
只MIDI、Dual MIDIなどMSXのプリンター端子（ポート）に接続して利用する簡易インターフェイス。前者はソフトウェア的な検出ができないものの、抵抗二つとコネクターを配線するのみで完成し、後者はソフトウェアにより存在を検出できるほかプリンターポートの信号を出力ポートへ割り当てているため、処理が間に合えば最大8ポートの制御が可能となっている。
ジョイスティック端子を使用するもの
MSXのジョイスティック端子（汎用ポート）に接続してMIDI出力を行うもの。Acrobat232、Joy Serial、へろへろ5号などが存在する。
RS-232CインターフェイスとMIDIアダプターを使用するもの
RS-232Cに準拠するシリアル信号を前提としたアダプタも流用可能である。主にPC-9800シリーズ向けとして売られているものを利用する。インターフェイスが、RS-232Cに準拠していない場合は動作しない可能性もある。またSC-55mkIIなどMIDI楽器側にもパソコン接続用端子（RS-232Cから接続する端子）を持ち、MIDIアダプターを必要としない製品も存在する。RS-232Cカートリッジに関しては後述する。

### プリンター
MSX規格のもの、MSX向けのもののみ
- ドットインパクトプリンター
  - ブラザー工業 M-1024X（モノクロ・24ドット、MSXロゴあり）
  - ソニー PRN-M24（モノクロ・24ドット、M-1024XのOEM供給品）
  - 松下電器産業 FS-P400（モノクロ・24ドット、M-1024XのOEM供給品）
  - ブラザー工業 M-1024II P/X（モノクロ・24ドット、M-1024X後継品、背面のディップスイッチ切換によりNEC PC-PR101系の互換プリンターとして使用可能、MSXロゴなし）
  - 東芝 HX-P550（モノクロ）
- プロッタプリンター
  - 松下電器産業
  - ソニー PRN-C41
  - セイコーエプソン
- 熱転写式サーマルプリンター
  - ソニー HBP-F1（モノクロ）、HBP-F1C（カラー）
  - 松下電器産業 FS-PW1（モノクロ・ワープロソフト付）、FS-PK1（モノクロ・JIS第1水準漢字ROM搭載）、FS-PA1（モノクロ）、FS-PC1（カラー・48ドット）
  - カシオ計算機 MW-24（ワープロソフトを内蔵した専用ROMカートリッジを介して接続、ワープロソフトからの印刷のみ可能でありBASICからの利用はできない）
  - YAMAHA PN-01 - FS-PC1以外は24ドット
- 感熱式サーマルプリンター
- インクジェットプリンター
- レーザープリンター

### パソコン通信用
RS-232Cカートリッジ
モデムの接続のほか、CP/Mのディスクが読めないMSX-DOSにソフトをコンバートするための他機種との接続などにも用いられた。個人・同人レベルでもカートリッジっが制作されたり、ジョイスティックポートからRS-232Cインターフェイスへ変換するアダプタが制作された。
MSX-SERIAL 232（アスキー）
RS-232Cインターフェイス。25ピンのシリアル端子を持つ。モデムカートリッジでは1200ボーまでだった通信速度が本機では2400を越えて使用可能。ただし9600が限度となっている。DMA（ダイレクトメモリアクセス）機能も搭載。また拡張BASICが提供された。
CT-80NET
ブラジルのグラジエンテ社より発売されていたカートリッジで「CARTAO 80 COLUNAS & RS-232C（80カラム&RS-232Cカートリッジ）」と書かれている。つまり、RS-232CだけでなくMSX1で80文字を実現する機能を持っている。80文字を実現するためにV9938を搭載している。
モデムカートリッジ
モジュラージャックを搭載し、固定電話回線に接続できる。主にパソコン通信の接続用途で用いられた。
FS-CM1（パナソニック）
300/1200全二重。THE LINKSの接続にも対応。FS-A1FMの内蔵モデムは同等。
FS-CM820（パナソニック）・THE LINKS VⅡK(日本テレネット)
300/1200全二重。THE LINKSの接続にも対応。2機種は同等品で、村田製作所による。
HBI-1200（ソニー）
300/1200全二重。HB-T7およびHB-T600の内蔵モデムに同等。
HBI-300(ソニー)
300全二重
VM-300(キヤノン)
300全二重
THE LINKS MODEM・NETWORK GAME ADAPTER ・ NGA Ⅱ
MSX専用のパソコン通信サービス"THE LINKS"へ接続する時に使用する専用モデム。ダウンロードしたゲーム等の実行にも必要。300半二重という当時の他のモデムではあまり見かけない仕様だった。THE LINKS利用者に事実上無償貸与されていた。

### その他の周辺機器
拡張スロットユニット
MSX本体のプライマリスロットに接続して4つのセカンダリスロットを供給する。各種拡張機器の併用や、複数スロットを使う周辺機器の使用に用いられた。MSX仕様準拠（MSXマーク付き）の物が、東芝HX-E601など複数のメーカーから発売。
EX-4（NEOS）
MSX向けの製品だが、厳密にはMSXの仕様を満たさないため、MSXマークは付いていない。
映像ユニット
MPC-X（三洋電機）
同社のMSX1、WAVY-11などに接続する。MSX2が発表される前の1984年秋に発売。解像度512×204、もしくは256×204ドット。最大で512色中16色を使用可能。16色なら1面、2色なら4面というように色数と解像度で持てる画面数が変化した。スーパーインポーズ機能と8階調のビデオデジタイズ機能付き。価格は89,800円。GDCというLSIを採用している。一時期のMSXマガジンの表紙CGはこの両機の組み合わせで作成されていた。
HBI-V1（ソニー）
MSX2以降用のビデオデジタイザ。ビデオ映像をMSX2のSCREEN8・MSX2+以降のSCREEN10から12までの画像に変換する。価格は29,800円。
VHDインターフェース（日本ビクター）
VHD PC接続端子およびMSX1用VHD言語インタプリタを搭載、スーパーインポーズ機能つき。日本ビクター製MSXの独自スロットに接続する。ヤマハ製マシンでも同様に使用可能（ただし動作保証は無し）。他のMSXで使用する場合は要・専用アダプタ。
拡張グラフィックプロセッサER-101（パイオニア）
パイオニア製以外のMSXにLDプレーヤーを接続して使うための機器。スーパーインポーズ機能つき。MSX2以降では使用不可。
バージョンアップユニット
MSX2バージョンアップアダプタ（NEOS MA-20）
MSX1をMSX2（VRAM 128KB）にバージョンアップすることが出来る。RAMは要64KBで、増設でも可。MSX2+やturboRに挿入すると、MSX2にバージョンダウンする。メインROMとサブROMは同一スロットに並存できないため、メインROMカートリッジとVDP/サブROMカートリッジで2スロット使用。メインROMはサブROMよりも先に初期化される必要があるため、メインROMカートリッジの方をより若い番号のスロットに挿入しないと正常動作しない。
μ・PACK（ビッツー）
FS-A1GTで拡張された機能を他のMSXturboRでも使用できるよう用意された。MSX-MIDIと拡張マッパーRAMを同時搭載。同一スロットに並存できないマッパーRAMとROMとを1カートリッジ内に収めるために、内部でプライマリ→セカンダリへのスロット拡張を行っており、セカンダリスロットに挿入した場合は動作しない。
日本語処理カートリッジ
MSX-WriteII（アスキー）
MSX2用日本語処理ワードプロセッサーソフトでMSX-JE連文節変換機能つき。
HBI-J1（ソニー）
MSX2用日本語処理カートリッジ。このカートリッジを挿すだけでMSX2でも漢字BASICがサポートされる。対応のワープロソフトは別売、FDDで供給。
GUI
HALNOTE（HAL研究所）
MSX2以降向けのMSX-DOSにGUI環境、オフィススイート機能を提供するソフト。カートリッジにMSX-JEと漢字ROM、キャッシュメモリとなるSRAMを内蔵。
MSXView（アスキー）
HALNOTEが元になっている。そのためHALNOTE対応アプリケーションはMSXViewでも動作可能。FS-A!GTに標準搭載された。
スキャナ
スキャナ/ハンディプリンターインターフェイス FS-IFA1（松下電器産業）
同社のワープロ機パナワードU1シリーズのハンディスキャナFW-RSU1W等をMSX2で使用する周辺機器。
ハンディースキャナーMSX2（HAL研究所）
モノクロのハンディスキャナー。カートリッジには「HALSCAN」のラベルが貼られている。
エミュレータ
MSX上で他のプラットフォームを動作させるハードウエア機器を挙げる。他のプラットフォームでMSX用ソフトを動作させるものについては#歴史を参照。
MEGA MSX ADAPTER (tanam)
一部店舗で一般販売された、MSX上でSG-1000用ソフトを吸い出して動作させる同人基板。

## 規格提唱企業と賛同メーカー
MSXに賛同したメーカーには「メーカーコード」と呼ばれるIDが割り振られていた。メーカーコードを付与され1980年代から1990年代にかけてハードを製造した企業を以下にメーカーコード順に記す。
- 名前の後ろに「※」が付くのは後にAX規格に参入したメーカー。

| ID | メーカー名      | ブランド名                                   | MSX1 | MSX2 | MSX2+ | MSX turboR | 備考 |
| -- | --------------- | -------------------------------------------- | ---- | ---- | ----- | ---------- | --- |
| 0  | アスキー        |                                              |      |      |       |            | 規格提唱企業 |
| 1  | マイクロソフト  |                                              |      |      |       |            | 規格提唱企業 |
| 2  | キヤノン※       |                                              | ●    | ●    |       |            | |
| 3  | カシオ計算機※   |                                              | ●    |      |       |            | PV-7やPV-16など低価格のMSX1を投入した。 |
| 4  | 富士通          | FM-X                                         | ●    |      |       |            | FM-7に注力するため、MSXは1機種を発売したのみで早期に撤退した。 |
| 5  | ゼネラル        | PAXON                                        | ●    |      |       |            | 後の富士通ゼネラル。テレビ一体型のみ発売。 |
| 6  | 日立製作所※     |                                              | ●    | ●    |       |            | |
| 7  | 京セラ※         |                                              | ●    |      |       |            | YASHICAブランドで販売、輸出のみ。 |
| 8  | 松下電器産業    | キングコング（初期） A1（後期）              | ●    | ●    | ●     | ●          | 後のパナソニック。ナショナル（初期の国内向け）・パナソニック（海外向け・後期の国内向け）ブランドで販売、また河合楽器がKAWAIブランドでOEM機を販売（おもに「ニコルの森」の教材として）した。 |
| 9  | 三菱電機※       | MSX：Let us（一部機種のみ） MSX2：Melbrain's | ●    | ●    |       |            | |
| 10 | NEC             |                                              |      |      |       |            | 1983年6月27日の規格発表会にのみ参加し、「規格に賛同はするが参加はしない」と発言。 |
| 11 | ヤマハ          | YIS（AV機器ブランド） CX（楽器ブランド）     | ●    | ●    |       |            | YAMAHAブランドで販売。1987年に日本楽器製造からヤマハに社名変更。 |
| 12 | 日本ビクター※   | io（一部機種のみ）                           | ●    | ●    |       |            | 後のJVCケンウッド。日本国内ではVictorブランド、日本国外ではJVCブランドでそれぞれ販売。 |
| 13 | フィリップス    |                                              | ●    | ●    |       |            | 主に欧州市場で販売。 |
| 14 | パイオニア      | Palcom                                       | ●    |      |       |            | レーザーディスクプレーヤー制御システムとして発売。 |
| 15 | 三洋電機※       | WAVY                                         | ●    | ●    | ●     |            | SANYOブランドで販売。三洋電機本体の直轄となる以前は、コンピュータ事業はグループ会社の三洋電機ビジネス機器・三洋電機特機の管掌であり、MSX1には三洋電機特機名義のものが存在する。            |
| 16 | シャープ※       |                                              |      |      |       |            | 規格に賛同するもハードを発売せず。ブラジル支社が販売した際には、日本本社とは別にメーカーコードを取得している。                                                                             |
| 17 | ソニー※         | HiTBiT                                       | ●    | ●    | ●     |            | |
| 18 | Spectravideo    |                                              | ●    |      |       |            | 1981年設立、1988年倒産。初代MSX規格の策定前から、ほぼ同じ構成のSV-328というパソコンを販売していた。                                                                                        |
| 19 | 東芝            | パソピアIQ                                   | ●    | ●    |       |            | |
| 20 | ミツミ電機      |                                              |      |      |       |            | ミツミ本体からの発売はないが、ヤマハやビクターなどにOEM供給を行う形でハードを製造した。 |
| 21 | Telematica      | Talent                                       | ●    | ●    |       |            | スペインではDynadata社が、イタリアではFenner社が輸入販売。 |
| 22 | Gradiente       | Expert                                       | ●    |      |       |            | |
| 23 | SHARP do Brasil | HOTBIT                                       | ●    |      |       |            | シャープのブラジル現地法人であるシャープ・ド・ブラジルと現地子会社のEPCOMが販売。 |
| 24 | 金星電子        | 金星ファミコン                               | ●    |      |       |            | 後のLGエレクトロニクス。Goldstarブランドで販売。 |
| 25 | 大宇電子        | 大宇ポスコム（パソコン） Zemmix（ゲーム機）  | ●    | ●    |       |            | Daewooブランドで販売。ゲーム機として発売されたZemmixの最終形態であるZemmix Turboは、VDPにV9958を積んでいて一部のMSX2+ソフトが動作する。イタリアではYENO社・Perfect社が輸入販売。           |
| 26 | 三星電子        | 三星ポスコム                                 | ●    |      |       |            | サムスンの独自規格であるSPC-1000と並行販売。イタリアではFenner社が輸入販売。 |

備考
- 同一の機種であっても、クウェートのAl Alamiah社やフランスのYENO社など各国の輸入業者によってカスタマイズされ独自のブランドが付けられている場合がある。
- 周辺機器メーカーとしては、韓国のZEMINA社やブラジルのCIEL社がある。

## メディア

### 広告
1980年代当時パソコンは、一般への普及を標榜していたため、テレビCMや雑誌・新聞広告に知名度の高い芸能人やキャラクターを起用する場合が多かった。MSXも数々のキャラクターでの宣伝を展開していた。
アスキー
MSX坊や - 特定機種ではなく、規格としてのMSXのマスコットキャラクターとして作成。MSX1からMSX2初期にかけて雑誌広告やアスキー発行の『MSXマガジン』で使用された。
ソニー
松田聖子 - MSXだけでなくSMC-777シリーズを含むソニーのパソコンブランドHiTBiTのイメージキャラクター。
三洋電機特機
宮本武蔵 - PHC-30が本体のみでROMカートリッジ・カセットテープの両メディアが使える機種だったことから、「二刀流」が謳い文句だった。
三菱電機
（名称不明） - 最初の機種・ML-8000の広告には、カエルに似たオリジナルキャラクタがマスコットとして用いられた。同機の発売時に行われた「おもしろ・ソフト・コンテスト」の告知を兼ねた広告には「三菱MSXのかわいいキャラクター」との記載のみで、キャラクター名は書かれていない。なお、キャラクターイラストには「©CHEWIE NEWGETT COMPANY 1983」とのコピーライト表記がされている。
Let usシリーズの広告では一般の女子大生を起用、以降はCMキャラクターなし。
東芝
横山やすし・木村一八 - MSX以前のパソピアシリーズからの続投。MSX1の初期広告に登場。
岡田有希子 - MSX1中期からMSX2に起用。1986年の死去以降の後継はおらず、同社撤退まではCMキャラクターなし。
日立製作所
工藤夕貴 - MB-H1の頃は月変わりで雑誌広告を展開、セーラー服姿の工藤がパソコンを持って色々なところを闊歩するシリーズが1年間続いた。以降の機種でも服装は私服風やレオタード等に変わりながら、撤退まで一貫して工藤が務めた。
松下電器産業（後のパナソニック）
キングコング - MSX1およびナショナルブランドで発売されたMSX2を担当。同社MSXマシン自体のブランド名にも「キングコング」の名称が使われた。
アシュギーネ - MSX2のA1シリーズを担当。MSX2用ゲームの主人公に使われた他に、ボードゲーム や神崎将臣作の漫画にもなった。
スパーキー - MSX2+以降を担当。「デザインにルーカスフィルムが関わった、スター・ウォーズ世界の住人」という触れ込みだった。
富士通
タモリ - 他のFMシリーズから続けての起用。
カシオ計算機
佐倉しおり - PV-7、PV-16のイメージキャラクター。
山田邦子 - MX-10のイメージキャラクター。
日本ビクター
小泉今日子 - 同社MSXが"IO"（イオ）というブランド名を使用した頃に起用されていた。
キャノン販売
島田奈央子(島田奈美) - V8のイメージガール。

### 専門誌
- MSXマガジン（アスキー出版局）
  - 1983年10月創刊→1992年5月休刊→1992年8月「夏号（ムック）」発刊→2002年12月「永久保存版」としてムック形態で復刊
- MSX・FAN（徳間書店インターメディア）
  - 1987年3月創刊→1995年7月休刊
- MSX応援団（大陸書房・マイクロデザイン）
  - 1987年7月創刊→1988年9月廃刊。1988年5月号からはMSX oendanと表記した。すべて創刊時は月刊、毎月8日発売
- Oh!HiTBiT（日本ソフトバンク）
  - 季刊・1984年4月創刊→1986年12月休刊。創刊号の題号のみ、Bが小文字表記になっていた。
ソニーのパソコンの専門誌で、MSX以外にソニー独自マシン・SMCシリーズも扱っていた。ソニーMSXには独自拡張されている部分が少なかったため、掲載内容は他社MSXにもそのまま応用できた。

なお、MSX発売メーカーの機種の専門誌としては他にOh!FM・Oh!PASOPIAがあるが、どちらもMSXは発売時に紹介された程度の扱いしかされていない。

### ディスクマガジン
- ディスクステーション（コンパイル）
- T&Eマガジンディスクスペシャル（T&E SOFT）
- LAB Letter（HAL研究所）
- MSXディスク通信（アスキー）
- MSXトレイン（ファミリーソフト）
- ピーチアップ（もものきはうす）
- ピンクソックス（ウェンディマガジン）
- DISC Pana Amusement Collection（パナソフト）
- ディスクNG（ナムコ）

これら以外にも、ユーザーにより自主制作されたものも存在する。

## 派生品
MSXは単価が安く、またカートリッジスロットからZ80のメモリーバス、アドレスバスをそのまま引き出すことが出来るため、Z80の付随回路としてシンプルに設計でき、拡張や工作が容易である。80系/Z80系の環境では標準とも言えるCP/M互換のMSX-DOSという原始的なOSや開発環境も整っており、既存のCP/M環境やMS-DOS環境からのクロス開発も容易だったため、組み込み用や制御用にも多く流用されていた。
一部の市販ビデオタイトラーやビデオテックス（キャプテン）システム、また公共施設等に設置されたビデオ端末や簡易ゲーム機などにもMSXを流用したハードウェアが内蔵され、稼動していた例も少なくない。
特にビデオタイトラーでは、ソニーのXV-J550/J770/T55Fシリーズや松下電器産業のVW-KT300などの家庭用タイトラーのハードウェア構成は明らかにMSXを応用・流用したものである。ただし、これらの機種では基本はMSXシステムをベースとしていても独自の実装がなされており、特にBIOSなどは大幅に簡略化されMSXとしての機能は望めないなど、簡単な加工程度では汎用のMSXシステムとして使うことは不可能である。それらのMSXベースのタイトラーは安価なビデオタイトラーとしてはかなり普及していた時期があり、一時期は企業ビデオパッケージ、解説ビデオやインディーズAVなどの小規模なビデオ関連の作品などにMSXの漢字ROMフォントとまったく同じフォントを用いたテロップを多く見かけることが出来た。
まなぶくん
MSXをベースに学研が作製した学習コンピューター。誰でも簡単に操作ができるようにパネルタッチ式のキー入力が可能。本体の製造および修理は三洋電機が行っていたが既にメーカー修理の受付は終了している。
ビデオタイトラー
SONYのXV-J550/XV-J555/XV-J770/XV-T55Fやビクターの漢字ビデオタイトラーの中身はMSXだった。基板上にカートリッジスロットが存在するがBIOS等が無いため、MSXのゲームは動かない。MSXマウスはそのまま使用可能。
SVI-606 MSX GAME ADAPTOR
スペクトラビデオ社の SVI-318/328/318mkII/328mkII 用のオプションハードウェアでMSX1用の16KBまでのROMカートリッジが使用できる。このアダプターにはジョイスティックポートが用意されており、MSX用のコントローラーはアダプター側のジョイスティックポートに接続して使用する。

## 反響
日本で300万台、海外で100万台くらい売れたMSXは、1983年の日経優秀製品賞も受賞した一方でマスコミからは同世代の家庭用ゲーム機・ファミリーコンピュータと比較され、「失敗したゲーム機」と評されることもあった。西和彦は著書や2023年のインタビューの中でファミコンと比較する形で酷評されてつらかったと振り返っている。
「失敗だった」と語られる理由に関して西は2つ挙げている。1つ目はMSXの位置づけであり、上位機種である16ビット機はIBMが既に事実上の標準になっており、ゲーム機である任天堂のファミリーコンピュータは安かったことで、MSXは存在意義を発揮することができなかった点である。2つ目はネットワークが不十分であるがゆえに、電話やテレビのように一家に一台の必需品になれず、ペンや電卓などのアナログを代替することができなかった点である。
一方でMSXが発売されて10年以上過ぎたころ、西は「MSXが初めて出会ったコンピュータであり、この出会いがなければ、コンピュータの仕事をしていない」と語る人に出会ったことで、「MSXは使ってくれた人たちの記憶の中に生きていると思う」と語っている。